# ヒーリングっど♥プリキュア
『ヒーリングっど♥プリキュア』（Healin' Good♥Precure）は、2020年2月2日から2021年2月21日まで朝日放送テレビの制作により、テレビ朝日系列で毎週日曜8時30分から9時に放送されていた、東映アニメーション制作のテレビアニメ。「プリキュアシリーズ」の通算17作目にして、15代目のプリキュアに当たる。
略称は「ヒープリ」。また、ハートマーク（♥）が表示できない場合があるため『ヒーリングっど プリキュア』とハートマークを省略、あるいは別の文字に代替して表記されることもある。キャッチコピーは「手と手でキュン！ ハートつないで地球をお手当て！」「パートナーは動物！？　ヒーリングアニマルとの絆を胸に最強の癒やしのプリキュアが誕生！」。

## 概要
本作品では「生きる」、「絆」、「思いやり」をテーマに、「地球のお医者さん」をモチーフとして、地球を舞台とし、地球を手当てしながら地球をむしばむ敵と戦う物語となる。
東映アニメーションプロデューサーの安見香は「日本中が国際色豊かににぎわい、一つになる2020年だからこそ目の前に広がる身近な世界の大切さ、楽しさ、触れ合う喜びを伝えたいという思いから、舞台を地球に、そしてお話の中心にお手当てを選びました」、ABCアニメーションプロデューサーの安井一成は「さまざまな命が共存共栄する地球を舞台に「生きる」という根源的なテーマに向き合います」と本作品についてのコンセプトをそれぞれ語っている。
出演声優のうち、主人公の花寺のどか（キュアグレース）役の悠木碧は2017年公開の『映画 キラキラ☆プリキュアアラモード パリッと!想い出のミルフィーユ!』のゲスト悪役・クック役以来の出演でテレビシリーズへの出演及びプリキュア役は初となる。演じるに当たって「大変光栄に思いました。同時に、責任も感じました。多くの役者さんが受け継いできたタイトルのバトンを受け取る緊張感、1年かけて毎週見てくださる皆さんに夢と希望を伝えていける喜び、かみ締めつつ、丁寧に届けていきたいです」と意気込みを見せている。
これまでのシリーズ作品と同様、本作品でも文字多重放送やデータ放送を実施していた。データ放送では表示された言葉の空欄を埋める「もじパズル」があるほか、オーバーレイ表示機能による「リモコン操作による時刻表示」は、前作に引き続き通常表示と非表示、プリキュア仕様として肉球型でヒーリングアニマルが動く「アニマルとけい」となっている。
『アニメージュ』（徳間書店）主催の「第43回アニメグランプリ」において、プリキュアシリーズとしては初となる作品部門グランプリを受賞。併せて、のどか（グレース）が女性キャラクター部門1位に選ばれている。

### 新型コロナウイルス（COVID-19）感染症に伴う影響
新型コロナウイルス感染症に対する安全対策に最大限の配慮をするべく、2020年4月19日放送分（第12話）にて新作の放送を一時中断。代替措置として翌4月26日から6月21日までの間、「おさらいセレクション」と題して、これまで放送した話数の中から傑作選として再放送が実施された。
この新作放送の一時中断により、キュアアース関連の商品が番組への登場前に発売開始されるなど、テレビシリーズの進行と商品展開に2か月程度のズレが生じ、玩具売上が大幅に落ち込むといった影響が生じた。また本作品のみの措置として、最終回は例年より3週繰り下げとした2021年2月21日に放送。話数も実質的に短縮され、2023年時点でシリーズでは最も少ない全45話となった。
当初は3月に公開予定だった『映画 プリキュアミラクルリープ みんなとの不思議な1日』も、2度の延期を経て10月31日公開に変更され、通常秋に公開の本作品のシリーズ単作映画も、2021年公開予定で制作することが発表、テレビシリーズ終了後となる2021年3月20日に『映画 ヒーリングっど♥プリキュア ゆめのまちでキュン!っとGoGo!大変身!!』のタイトルで公開された。この他、後述の通り遊園地などでのキャラクターショーやミュージカルショーなど、各種関連イベントについても開催の中止や延期、スケジュールの変更が行われている。

## あらすじ
地球を癒やし手当てをしてきた秘密の世界ヒーリングガーデン。この世界が地球をむしばみ病気にしようとするビョーゲンズの襲撃に遭い、ヒーリングガーデンも地球も危機に陥る。逃げ延びた3人の「地球のお医者さん見習い」であるヒーリングアニマルのラビリン・ペギタン・ニャトランはヒーリングガーデンの王女ラテとともにパートナーとなる人物を探しに地球にやってくる。そんな矢先、すこやか市の公園でラテがビョーゲンズの呪いで具合が悪くなり、しかも怪物メガビョーゲンも現れる。それを見たラビリンが助けを求め奔走していたところ、公園内で怪物メガビョーゲンに翻弄される人達の救助にあたり犬を探していた花寺のどかが通りかかる。のどかはラテを見て「わたしが助ける！」と決めラビリンに助け方を問う。彼女を見たラビリンは「この子がパートナーにふさわしい」と確信し彼女と手をタッチしたその時だった、契りの証であるヒーリングステッキが誕生する。のどかはそれで「花のプリキュア」キュアグレースに覚醒しメガビョーゲンを浄化し通常に戻す。戦闘後、のどかはエレメントさんからのアドバイスを聞いてラテを快方させる。そして3匹はのどかにヒーリングガーデンがビョーゲンズに侵略された経緯を話し、それを聞いて彼女も戦うことを決める。これでビョーゲンズの野望を防げると思いきや、のどかが運動音痴だったと知ったラビリンが一方的にパートナー解消を告げてしまう。だが「みんなを助けたい！」とお互い思いが一緒だったことがわかりラビリンがのどかに謝罪、再び契りを交わし事なきを得る。
すこやか中学校2学年へ編入当日、のどかは3匹に「プリキュアのことは秘密」と念を押され他言しないことを決める。しかし、クラスメイトになった沢泉ちゆに3匹との会話を目撃されていまい、後日追求されるがなんとかごまかし事なきを得る。ところが再びメガビョーゲンが現れのどかはグレースに変身するが、それをちゆに見られ正体がバレてしまう。グレースの苦戦を見たちゆは「わたしも戦いたい！」と決心し、ペギタンを見つけ思いをぶつけるが彼に「自信がない…」と拒否されてしまう。しかしちゆはめげずに「2人なら大丈夫、わたしの勇気をあげる！」と鼓舞すると、ペギタンも彼女の思いに応えようと決心する。そしてお互いの手をタッチしてステッキを誕生させ、ちゆはそれで「水のプリキュア」キュアフォンテーヌに覚醒する。そして、グレースとともにメガビョーゲンを浄化する。戦闘後ちゆはペギタンと改めて契りを交わし、その後のどかとも親友になる。
頼れるバディを得たのどかだったが、呪いでもないのにラテが体調を崩してしまう。そこで、ちゆの提案でクラスメイトの平光ひなたの動物病院で診てもらうことに。一行はラテを診てもらうが、そこにニャトランを持ったひなたが現れ万事休す。2人はひなたに口止めを頼むが、彼女は初めから公言しないと告げたため事なきを得る。そしてみたびメガビョーゲンが現れ2人はプリキュアに変身するが、そこになぜかひなたがおり正体がバレてしまった。だが、これはひなたがパートナーにふさわしいか見極めるニャトランの作戦であった。そしてニャトランはメガビョーゲンに怯まなかったひなたに感銘を受けパートナーを申し込み、彼女もそれに快諾したためお互いの手をタッチしてステッキを誕生させる。ひなたはそれで「光のプリキュア」キュアスパークルに覚醒、2人に加勢しメガビョーゲンを浄化する。戦闘後、のどかとちゆはひなたと契りを交わし仲間かつ親友となる。
こうして3匹のパートナーが決まり、のどか・ちゆ・ひなたは「ヒーリングっどプリキュア」を結成する…が、性格が正反対のちゆとひなたがすれ違ってしまい、ついにはひなたがプリキュア脱退を考えるまでに。しかしのどかの諌めと2人の共闘により修復し、より強固な3人のヒーリングっどプリキュアが始動する。
そんな中、一度に3体ものメガビョーゲンと戦うことに。強敵に対して諦めそうになる3人だったが、のどかの一言で再び戦うことを決心する。そしてエレメントさんの力により「ミラクルヒーリングボトル」というアイテムと、3人で発動する新しい技「プリキュア・ヒーリング・オアシス」を手に入れメガビョーゲンを撃破する。しかし、ビョーゲンズにも新幹部・バテテモーダが登場する。
ある時ラテが風邪を引いてしまい、メガビョーゲンの感知ができずメガビョーゲンが成長してしまい、グレースたちが対峙するも苦戦を強いられてしまう。3人のピンチを見たラテは「今度はラテが助ける番！」と意気込み立ち向かうがバテテモーダに捕まってしまい万事休す。ラテのピンチを察したテアティーヌはプリキュアの像に「ラテを守って！」と祈りを捧げる。その時だった、3人の前にプリキュアの像に酷似したプリキュアが現れ、登場するや否やメガビョーゲンを秒で撃破しラテとグレースたちを救い出す。
戦闘後彼女は少女へと姿を変え3人に「わたくしはテアティーヌさまの願いと風のエレメントにより生まれた、名もなき地球の精霊です」と明かし、そして「ラテさまをヒーリングガーデンへ連れ帰ります」と告げ彼女を連れて出ていってしまう。のどかたちはすぐに追いかけ精霊を説得しようとした矢先、ビョーゲンズらが現れ3人はラテを彼女に託し現場へと向かう。その後ラテも精霊に頼んで現場へ赴き、3人がメガビョーゲンと奮戦している処を目撃する。ラテは頑な態度を取る精霊に、ヒーリングガーデンには帰りたくないラテ。地球さんが泣いているの、ラテだけが分かるラテ。お願いラテ、地球さんから貰ったパワー、ラテを守るためよりも、お手当に使ってほしいラテ、と説得する。それを聞いた精霊もラテの熱意を酌み契りを交わしプリキュアへと変身し、そして「風のプリキュア」キュアアースと名乗り3人に加勢する。その後、アースウィンディハープを用いた必殺技「ヒーリング・ハリケーン」でメガビョーゲンとバテテモーダを浄化する。戦闘後精霊は3人に名前の考案を頼み、のどかが考えた「アスミ」に感銘を受け決定する。そしてアスミは3人と契りを交わし、ここに4人のヒーリングっどプリキュアが始動する。
戦闘も終わりのどかたちは帰路につこうとしていたが、アスミに家がないことに気づく。そこでのどかは彼女を家へ居候させることを決め両親に説得するが、説明に紆余曲折し難航する。しかし家にあった風鈴から「風鈴アスミ」と紹介し、そして「バックパッカーでラテの本当の飼い主」とウソの情報で両親を納得させ事なきを得る。当然アスミは人間界の常識は皆無なのでトラブルを連発するも、その都度のどかがフォローする。のどかの行いを見たアスミは「なぜわたくしに尽くすのですか？」と問い、のどかは「色々な経験がわたしを変えたから」と答える。アスミは「経験」という言葉に感銘を受け「わたくしも人間界で色々な経験を積みます！」と決意し、今から始まる人間界の生活に胸を弾ませる。ところがアスミのラテに対しての過保護ぶりが露になり、それがもとでラテがアスミを避けるようになる。その途端アスミに異変が生じ、身体が透明と化してしまう。アスミを見たちゆは「それが感情よ」と教える。それを聞いたアスミはラテへの行いを省み彼女に謝罪、彼女も理解したため無事仲を修復する。そして「これを糧にもっとたくさん感情を見つけます！」と誓う。
グレース、フォンテーヌ、スパークル、アースの4人はラテと地球をビョーゲンズから守るべく戦いに挑む。

## 登場人物

### プリキュア
ちゆ、ひなたは「すこやか市」に住み、のどかは第1話で同市に引越してきた。アスミは地球で生まれた精霊で、のちにのどかの家に居候する（経緯は記事参照）。
初期メンバーは「すこやか中学校」に在籍。のどかは第2話でちゆとひなたのクラスに編入。席はのどかを基準に隣同士（ちゆは右隣、ひなたは前）。
一人称はのどかとちゆが「わたし」、ひなたが「あたし」、アスミが「わたくし」。
花寺 のどか（はなでら のどか） / キュアグレース
声 - 悠木碧
本作品の主人公で、すこやか市に引越してきた中学2年生の少女。花のプリキュア「キュアグレース」に変身する。3月9日生まれ。
口癖は「生きてるって感じ～」。また、何かに感動した際には「ふわぁ〜っ」と発する事が多い。
髪はマゼンタのショートボブで、右側に黄色のピンを2つしている（下の1本は花飾りつき）。瞳の色もマゼンタ。私服は白と水色のツートン七分丈シャツとピンク色のスカート、白の靴下にマゼンタのパンプス。
ちゆを当初「沢泉さん」と呼んでいたが、彼女がフォンテーヌ覚醒を機に「ちゆちゃん」と呼ぶようになる。一方でひなたには初対面時から「ひなたちゃん」と呼んでいる。アスミを「アスミちゃん」と呼んでおり、また彼女の氏名の実質的な名付け親となっている（アスミの項目も参照）。
ほんわかでおっとりとしたマイペースな性格であるが、明るく芯が強い。また、後述の経緯から誰かの役に立ちたいと考える心優しい性格でもある。そのため、ちゆとひなたが親友になったあとは正反対の性格が相まって関係がぎくしゃくした2人の橋渡しをするなどチームのまとめ役を担うようになる（詳細は2人の項目を参照）。
幼少期は病弱で長期間入院していた過去があり、物語の始まる際にも母・やすこが「やっと自由に体を動かせるようになった」と懐古している。このような経緯から誰かの役に立ちたいという思いを持っている。また、好奇心が旺盛で何気ないことでも感激するなど感受性も豊かである。
一方で、短距離を走って息が上がるほど運動は苦手。また前述の病気から回復して外出ができるようになったとはいえ、まだ体が弱いのは変わっていないため、無理が祟ると倒れそうになることもしばしば。しかし、後に健康診断で医師に「元気すぎるくらい健康」と太鼓判を押されている。また天然なところもあり、ラビリンが喋れるのを初見時ではなく戦闘後に気付いて驚愕し、彼女に突っ込まれている。
変身後はラビリンたちから「ヒーリングガーデン」の現状を聞いてビョーゲンズから守ることを決心する。ところが、ラビリンに運動が苦手と知られた途端パートナー解消を告げられてしまう。しかし、「わたしは今まで沢山の人に助けてもらったから、今度はわたしが助けたい！」とラビリンに訴え、それを聞いた彼女も理解して解消を撤回したため事なきを得る（ラビリンの項目も参照）。
性格は上述のように基本的に穏やかであるものの、やすこがダルイゼンに襲われた際は怒りを露わにしているほか、ニャトランが日下織江に一目ぼれした際、自身は取り乱すことなく経緯を静観するなど、状況に応じた喜怒哀楽を見せることもある。
アスミを家に連れて来た際には「海外から来たバックパッカーかつラテの本当の飼い主」と騙り、最終的に同居の許可を得ている（アスミの項目も参照）。
上述の長期間入院の要因となった病気は医師の診断でも原因不明であり、たけしも病気が「どうして治ったのかわからない」と話していたが、実はその病気はメガビョーゲンの種に取りつかれたことによるものであり、幼い頃に森で一人遊んでいた際にその種に襲われたとされる描写がある。後にダルイゼンにメガパーツを埋め込まれ、かつての病気のときと同じ症状に苦しむが、ラビリンと力を合わせてプリキュアの力でメガパーツを追い出して再度回復を遂げる。さらにその後の戦闘でダルイゼンを誕生させてしまったことを知り、彼を何とかしなくてはならないと考えるようになる。キングビョーゲンの復活を機に、ダルイゼンが自身の体を隠れ蓑とするため助けを求めて来た際には、要求を拒絶したことにより自身の行いの是非について悩むこととなる。しかし、最終的にラビリンの後押しのもと｢再び病気の苦しみを味わいたくない｣という思いを貫き、要求をきっぱりとはね除けている。
番組開始に先駆け、シリーズ前作『スター☆トゥインクルプリキュア』の2020年1月26日放送分（第49話）にもゲストとして登場した。詳細は同該項目を参照。
沢泉 ちゆ（さわいずみ ちゆ） / キュアフォンテーヌ
声 - 依田菜津
清楚かつ冷静沈着な中学2年生の少女。水のプリキュア「キュアフォンテーヌ」に変身する。8月21日生まれ。
髪は藍色のロングヘアで、水色のシュシュで束ね左肩にたらしている。瞳の色も藍色。私服はラベンダー色の肩出しトップスと青のロングスカート、白のくるぶしソックスに青のパンプス。
のどかとひなたを当初「花寺さん」「平光さん」と呼んでいたが、前者は自身がフォンテーヌ覚醒を機に、後者は彼女がスパークル覚醒を機に名前の呼び捨てで呼ぶようになる。また、アスミも呼び捨てで呼んでいる。
快活で落ち着いたしっかり者で、気になっていることや困った人を放っておけない優しい性格の持ち主。理系に長けた秀才であり、運動神経もよく、日頃からランニングをしていることが多い。また、学校では陸上部に所属し走り高跳びの選手として活躍している。運動経験があるため転校初日ののどかが運動が苦手である事を見抜き、彼女が悩んだ際に「いきなり欲張りすぎるのはよくない」とアドバイスする。そして、ひなたが加入後はなにかと危なっかしい彼女の保護者的立場を担うようになり、また考えがわかりやすい彼女にツッコミを入れるようになる。
一方で感情的になることもしばしばあり、ペギタンを害そうとしたビョーゲンズに怒りを見せたり、無鉄砲なひなたに説教することも（詳細はひなたの項目を参照）。また性格故に責任感が強く一人で抱え込んでしまうこともしばしばあり、ペギタンにも心配されている。さらにのどかたちとは異なる笑いのツボがあり、ひなたの発した駄洒落で笑うことも。
喜怒哀楽が激しいひなたとは対照的に表情をつくるのが苦手であり、ひきつり笑いをした写真を見て苦い表情で「わたしの顔…」と呟いている。
実家は温泉宿「旅館沢泉」を営んでおり、従業員からは「お嬢さん」と呼ばれている。また、学校が休みの日には自身も現場に立ち、接客の手伝いをすることもある。
ひなたとは性格が正反対であり、早とちりしがちな彼女を注意することが多い。しかし、やがて彼女のよそよそしい態度を見てかえって怖がらせているのではないかと気にするようになり、のどかに接し方の悩みを吐露する。その後、のどかの諌めとひなたとの共闘を機にわだかまりを払拭し、以降は遠慮なく咎めるようになる（ひなたの項目も参照）。
ラテとすれ違っていたアスミに対して「悲しみ」を、そして「すこやかまんじゅう」に頬張る彼女を見て「好き」を教えている（アスミの項目も参照）。
走り高跳びへの情熱は人一倍熱く、幼少期に父親と一緒にハイジャンプで遊んだことがきっかけで「空と海が溶け合う青い世界に近付きたい」と感じ、打ち込むようになった経緯を持つ。秋の対抗陸上大会では、大会記録を更新し優勝するほどの実力を発揮している。一方、ちゆ自身は当初「陸上そのものは高校まで続けていられれば良い」という漠然としたビジョンしか念頭に無く、ちゆを目標に努力を続けてきたライバルの高美ツバサを失望させている。その後、高跳びをする中で自分を熱くさせてくれたのは、ライバルであるツバサの存在があったからであることを思い知り、ツバサと再会後改めて世界の舞台で会うことを誓い合った。その後は女将の仕事と高跳びの間でどちらを選ぶかというジレンマに陥るものの、最終的にペギタンの助言を受け、どちらも続けていくことを決意する。
平光 ひなた（ひらみつ ひなた） / キュアスパークル
声 - 河野ひより
誰にでもフレンドリーな中学2年生の少女。光のプリキュア「キュアスパークル」に変身する。10月4日生まれ。
感動や興奮したときに「めっちゃ○○！」と言うことが多い。
髪は栗色のツインテール。瞳の色も栗色。私服は黄色のトップスとうぐいす色のスカートの上に白と青のカジュアルコートを羽織り、紫色のショートブーツを履いている。
親友には愛称をつけており、のどかを「のどかっち」、ちゆを「ちゆちー」、アスミを「アスミン」と呼んでいる。なお、自身も小学校時代の親友である斎藤えりこから「ナターシャ」と呼ばれていた。
ノリがよく気さくで明るい性格で、とても友好的。喜怒哀楽が激しく失敗してすぐにへこんだり自分が間違ったことをしていた場合は直ぐに謝るなどの素直さや、のどかの母を想う強い気持ちに触れて涙ぐむなどの一面も持っている。年頃の女の子らしくおしゃれや流行り事に目がない。しかし、ニャトランがしゃべるのを見て「世間にバレたら大変」と考え保護するなど常識も弁えている。
一方で、英語の小テストで32点を取るほど勉強が苦手。ただし、勉強に関しては本人も自覚があるらしく、高校で進路がのどかたちとバラバラになってしまうことへの危機感を抱いている。また物覚えがやや悪く、ヒーリングガーデンを「ヒーリングカーテン」、ビョーゲンズを「ビョーキンズ」と言い間違えている。そして「プリキュアのことは秘密」との決まりにもかかわらず友人に話しそうになってしまい、ちゆに止められたこともある。さらに、一つのことに夢中になるとすぐに他のことを忘れてしまうことがあり、その結果友人との約束を忘れて待ち合わせに大遅刻することもしばしばであるが、周囲からは「想定内」と許容されている。加えて思ったことをすぐ口に出してしまう癖があり、グレースたちとビョーゲンズの戦闘中に彼女たちを「めっちゃかわいい！」と発言し双方を唖然とさせている。そのすぐに忘れてしまうことが災いして一人考えもなしに突っ走ってしまう無鉄砲な一面もあり、プリキュアに変身しないままシンドイーネから力ずくでペギタンを取り返そうとしたこともある。これらのことは結果的に取り戻せたものの、その後ちゆに大説教された他、シンドイーネに指摘されて落ち込んだこともある。
喜怒哀楽がすぐ表情に出てしまう弊害もある。隠し事が苦手で、他人に考えがバレてしまうこともしばしば。
なんでもこなせる年上の姉や兄よりも劣っていることにコンプレックスを抱いており、幼い頃に二人の真似をして行っていた習い事も長く続かずに辞めてきた過去を持っている。
プリキュアとしてのお手当てでも強力なメガビョーゲンやバテテモーダの出現により「お手当てすること自体に意味がない」と考えるようになり、プリキュアとして戦うことに迷いが生じてしまう。しかしのどかたちやニャトランの励ましによりプリキュアに変身しメガビョーゲンを浄化、自分が頑張ればみんなを助けられると再確認しこれからもプリキュアとして地球をお手当てをすることを決意する。
実家はアニマルクリニックとカフェを営んでいる。
ちゆとは性格が正反対で、彼女が気遣いで言っている忠告を怒っているのではないかと怯えてしまう。それが原因で彼女に苦手意識を持つようになり、ついには「あたしがプリキュアやっていたら2人に迷惑がかかる」とのどかに脱退を吐露するまでになる。しかし学校では見せない彼女の仕草を見て接し方を変え、そしてのどかの諌めと彼女との共闘を機に前述の考えを払拭し、その後は小言をウザいかも？と聞き流せるようになる（ちゆの項目も参照）。
自身で撮影編集した動画をサイトに投稿することにも熱中しており、ニャトランが映った動画で再生数が上がったという。
生まれてから一度も雷を怖く思ったことはないことを自負している。
風鈴 アスミ（ふうりん アスミ） / キュアアース
声 - 三森すずこ
バテテモーダに襲われたラテのピンチに呼応し、風と共に登場した少女。正体はテアティーヌの願いによって地球が生み出した精霊。風のプリキュア「キュアアース」に変身する。8月16日生まれ。登場直後は無名だったためのどかから「精霊さん」と呼ばれていたが、その後彼女に自身のプリキュア名である「アース（Earth）」にちなみ「アスミ」と名付けられた。その後、花寺家を訪れた際に飾られていた風鈴にちなみ、のどかが名字として用いたのを機に「風鈴アスミ」と名乗るようになる。
誰にでも敬語で話す。
髪は金髪のロングヘア。瞳の色は紫。服装は薄紫色の肩出しドレスをまとい、赤いネックレスをつけ、靴は履いておらず裸足。
その後、花寺家への居候を機にイメージチェンジする。髪は金髪のお嬢様ヘアで、後頭部でおだんごに結っている。服装はミントグリーンと青緑のツートーンカラーのワンピースを着用しており、首に白いスカーフ巻いてと赤いネックレスをつけ、オープントゥパンプスを履いている。
当初は3人を総称して「みなさん」と呼んでいたが、メンバー加入後はそれぞれ呼び捨てで呼ぶようになる。
ラテを当初「ラテさま」と呼んでいたが、花寺家への居候を機に呼び捨てで呼ぶようになる。
身長は4人の中で一番高く、のどかの母・やすこを上回っている。
誕生当初はにこやかな表情しかできなかったが、のどかたちと過ごす時間が増えるにつれて様々な感情を学び、表現できるようになっていく。また、悲しい気持ちになると体が透明になってしまう性質があり、この状態で外を歩いていた所を一般人に幽霊と勘違いされたことがある。
風を操る特殊能力を持ち、この風を用いて遠く離れた二つの空間同士を繋ぐワープトンネルを生み出すことができる。ただし、アスミ自身も相応の力を消耗するため、時間を置かずに連続して能力を用いることは不可能である。また、この能力を用いるためには風のエレメントさんの力が不可欠であり、エレメントさんのいないビョーゲンキングダムでは力を発動することができない。
外見上は20歳ぐらいの見た目ではあるものの地球から生まれてきたばかりのため日常生活の常識は壊滅的に疎く、のどかたちをヒヤヒヤさせている。また浮遊能力が喪失しているのを忘れて飛び立ったり、3人が自身を呼ぶ時の名前がそれぞれ違うので「どれが本当の名前ですか？」と聞き返すなど、天然なところもある。
当然食品を食するのは初めてであり、居候当初は「初めて食べ物を食べました」と発言し花寺親子を困惑させた。しかしその後は慣れたようで、沢泉家で出された「すこやかまんじゅう」をあっという間に平げており、甘いものが好きな様子が見られる。
プリキュア時の容姿がテアティーヌが携わった先代プリキュアに酷似していたため、当初ラビリンたちに同一人物と認識されていた。その後、前述の通り別人（精霊）と明かしている。
当初はラテをヒーリングガーデンへ連れ帰ろうとしていたが、ラビリンの「ラテさまとテアティーヌさまは望んでいない！」との言葉を聞いて躊躇う。そして、ラテの「あなたと地球をお手当てしたい！」との本心を聞き考えを改め彼女とパートナー関係を締結する（ラテの項目も参照）。その後グレースたちに加勢しメガビョーゲンとバテテモーダを撃破、戦闘後3人と契りを交わし親友かつメンバーとなる。
のどかから住居のことを聞かれた際は「地球全体が住居」と斜め上の発言をしており、3人を驚愕させている。また「ラテのそばにいられればいい」との考えから、当初衣食住はあまり気にしておらず、ホームレスまがいの路上生活も視野に入れていた。しかし3人に止められ、その後のどかの機転で「ラテの元の飼い主であるバックパッカーの外国人」という設定のもと花寺家へ居候することで衣食住を確保するに至った（のどかの項目も参照）。
衣食住も決まりひと安心かと思いきや人間界の常識は皆無であるため、あらゆる場面でトラブルメーカーになってしまうが、その都度のどかがフォローし事なきを得る。そこで彼女が自身を必死にフォローする理由を不思議に思い尋ねたところ「色々な経験がわたしを変えたから」という答えを聞き、改めて人間界で自身も様々な経験を積むことを決意する。
プリキュアのメンバーの中では、バックパッカーの設定や大人びた外見もあり、唯一学校に通っていない。その代わり、普段は温泉街にある饅頭屋でアルバイトをしている。
最終決戦では、ネオキングビョーゲンを浄化するためビョーゲンズの力を自分に取り込むことを思い付き、まずシンドイーネを浄化してナノビョーゲンになったところを自身に取り込み、最終決戦に臨む。
最終決戦が終わった後、ラビリン、ペギタン、ニャトラン、ラテと共にヒーリングガーデンへと帰って行った。

### ヒーリングアニマル
緑豊かな秘密の世界「ヒーリングガーデン」に暮らし、地球のお手当てをする動物たち。
地球の生態系のバランスを保つために、地球自らの意志によってヒーリングガーデンが生み出され、そこに暮らすヒーリングアニマルたちが人知れず地球を癒やすことでその環境が保たれてきた（そのため、王族以外は血縁関係が存在しない）。しかし、ビョーゲンズの襲撃に遭い環境が侵されてしまっている。

#### プリキュアのパートナー
「地球のお医者さん見習い」のヒーリングアニマル。テアティーヌからラテを託され人間世界にやってきた。当初は全員花寺家に居候していたが、パートナーが決まってからは各々の家で暮らしている。のちにラテもアスミ / アースのパートナーとなる（詳細は記事参照）。
最終決戦後、全員アスミと共にヒーリングガーデンへと帰還した。
ラビリン
声 - 加隈亜衣
のどかのパートナー妖精で、ピンク色のウサギに似た容姿の女の子。3月3日生まれ。一人称は「ラビリン」または「わたし」で、語尾に「ラビ」とつける。
後述の2匹と共に「地球のお医者さん」の見習い。
勝ち気で正義感が強い性格。それ故に地球を癒すという使命感も非常に強いが、やる気が空回って失敗することもしばしば。ストレートな物言いをすることも多くのどかに厳しいことを言うこともあるが、基本的には互いに思いやったりする関係で彼女を気遣ったり、時にはプリキュアとして戦う彼女をリードしたりする持ちつ持たれつの関係を構築している。
上記の性格をアスミにも露にしており、彼女がラテをヒーリングガーデンへ連れ帰ろうとした際「ラテさまはわたしたちが守る！」と抗う。その訴えがアスミに通じ、ラテとともに地球のお手当てをすることになったので事なきを得る（アスミ・ラテの項目も参照）。
人間界に来た当初は「大人で強くてカッコ良くて、失敗しない医者」をパートナーに求めていた。その後、のどかの「苦しんでいるのに放っておけない！」との言葉が自身の考えと一致したため、彼女のパートナーとなる。しかし、彼女が運動音痴と知った途端幻滅し一方的にパートナー解消を告げてしまうが、それは彼女が好きだからこそ危険な目に遭わせたくないという思いやりの気持ちが故であった。その後彼女からの訴えを聞いて自身の行いを悔い彼女に謝罪、再びパートナーとして戦うことになる。
その後「ラベンだるまちゃん」というぬいぐるみが好きというのをのどかに告白し、そして彼女にお願いして無事ゲットする。のどかと談笑して家へ向かっていた矢先ニャトランと会い、彼にからかわれるや否やぬいぐるみを投げ捨てる。しかものどかにも「こんなの欲しくなかった！」と暴言を吐いてしまいまたも仲違いが生じてしまう。その結果プリキュアへ変身不能となり、2人は「早く仲直りしないと！」と思いは一致していたがなかなか切り出せずにいた。そして一部始終を見ていたラテの「ラビリンが悪い！」という無言の咎めで我に返り、そして自身に非があったことを認め彼女に謝罪し仲直りする。その後、仲直りの証としてのどかもぬいぐるみをゲットする。
地球へ到着直後、この容姿ゆえ街で子供たちに珍しがられて追いかけられたことがあり、それがトラウマになっている。
普段は首回りにスカーフを付けており入浴時に外している。また就寝時はパジャマを着用し、前髪にはヘアカーラーを着けている。
アクセサリー作りには強いこだわりを持っており、デザインには一切の妥協を許さない一面も。
ペギタン
声 - 武田華
ちゆのパートナー妖精で、青色のペンギンに似た容姿の男の子。4月25日生まれ。一人称は「僕」で、語尾に「ペエ」とつける。
内気で控えめかつ人見知りする性格で、パニックを起こしたりすると言動がしどろもどろになってしまうこともしばしばだが、時には強気な一面を見せることもある。ちゆとはお互いに支え合うパートナー同士で、ペギタン自身も一人で問題を抱え込もうとする彼女のことを誰よりも心配している。ちゆの弟のとうじに対して一方的にライバル視しているが、失敗続きの彼を気遣うこともある。
性格故に当初は優しい人をパートナーに求めていた。ちゆを初見した際、彼女を「かっこいい子ペエ」と評価した。ちゆからプリキュアへの変身を志願された際は気の弱さからパートナーとなる事を躊躇っていたが、彼女に「勇気が足りないのなら、わたしのを分けてあげる！」と説得されパートナーとなり、以降はちゆの家で暮らしている。
この容姿ゆえ街では子供たちに、水族館では飼育員に逃げたペンギンと間違われて追いかけられるなどハプニングに見舞われることが多い。25話では公園にいたところを少女によって家まで連れ去られており、「ジョセフィーヌ」と名付けられている。
ラビリン同様、首回りにスカーフを付けており入浴時に外している。
ニャトラン
声 - 金田アキ
ひなたのパートナー妖精で、黄色の体毛にオレンジ色の縞模様があるトラネコに似た容姿の男の子。2月22日生まれ。一人称は「俺」。普段は格好つけた喋り方であるが、本来は語尾に「ニャ」が付く口調であり、焦ったり本気を出したりする時などに素の口調が出る。前髪で隠れている額には魚のマークがあり、本人は他人に見せるのを恥ずかしがっている。
楽観的でノリがいい目立ちたがり屋で、それ故につい余計なことを言ってしまうこともしばしば。ひなたとは性格が似たもの同士で気が合うパートナー同士である。その反面、すぐに落ち込んで弱気な発言をするひなたのことは気にかけていて、彼女を的確にサポートしたり、またプリキュアをやめると言い出した際には取り乱したこともある。
自分とノリが合いそうな人物をパートナーとして考えており、人間のパートナーを探していた際にひなたが落としたものを届けるために彼女と鉢合わせし、これが彼女との出会いとなる。しかし、彼女の前でうっかり喋ってしまったため、開き直って自らを「人語を喋れる普通のネコ」と名乗って押し通そうとしていた。その後、プリキュアとビョーゲンズの戦闘をわざと目撃させた際のひなたの反応を見て彼女を「面白い奴」「共に戦える相棒」と判断し、彼女をプリキュアに勧誘したところ快諾されたためパートナーとなり、以降はひなたの家で暮らしている。
デリカシーがないことを言ってしまうきらいがあり、そのことが原因でのどかとラビリンが仲違いになったことがある（詳細はラビリンの項目を参照）。
また惚れっぽい性格でもあり、日下織江と出会った際には一目惚れし、猫なで声で甘えているほか、彼女が経営するアロマショップの手伝いに奮闘している（最終的に失恋に終わっている）。
容姿がネコ型であるため、ラビリンやペギタンと違って街で珍しがられることも無く気軽に外出することができる（イヌ型のラテも同様）。そのことを自身も安堵している。

#### 王族
ラテ
声 - 白石晴香
ヒーリングガーデンの王女。茶色の小犬のような容姿をしている。11月1日生まれ。
人懐っこく甘えん坊な性格であるが、間違った行いをした人物には咎めることもある（主にラビリン）。
まだ幼いため浮遊能力を持たず、言葉も物語終盤まで自分の口から話すことができなかった。話せるようになるまでの意思の疎通に関しては、聴診器で心の声を聴く形で行っており、その際は一人称が「ラテ」となり、語尾も「ラテ」と付ける。
番組開始に先駆け、のどかと同様にシリーズ前作『スター☆トゥインクルプリキュア』の2020年1月26日放送分（第49話）にもゲストとして登場した。
ビョーゲンズによる地球の不調を察する能力を持つが、テアティーヌに比べるとその力は弱い。その際には額のハートマークが水色から黄色へと変わる。また、メガビョーゲンが暴れだすと急激に弱り出す体質であり、浄化をすれば基本的に体調は元に戻るが、浄化が遅れたりすると元に戻らなかったり、出現が長引いて重症化すると心の声を発せなくなったりする事態に陥ることもある（メガビョーゲンの項目も参照）。その際はエレメントさんの力を与えられたエレメントボトルやミラクルヒーリングボトルを首輪にかざすことで元の体調に戻ることができる。ただし、体調を崩しているときにメガビョーゲンが出現した場合や、出現しても地球をむしばむ行動をとっていない場合は感知することができない。
人間界でのどかに助けてもらってからは花寺家のペットとして暮らしており、のどかが学校に出かけてる間はやすこに面倒を見てもらっている。やすこをテアティーヌと思って甘えており、彼女が働き始めた際は会いたいがため職場まで行ってしまうほど。時には3匹の目を盗んで外へ抜け出すこともある。その後、アスミが花寺家へ居候するのを機に「本来は彼女のペットで、旅の途中ではぐれてしまった」という設定となる（アスミの項目も参照）。
自身の体調不良が原因でビョーゲンズの侵攻を許してしまった際には何もできない自身の不甲斐なさに憤り、お手当てしたいという気持ちから単身ビョーゲンズに立ち向かうもののバテテモーダに捕まってしまい危うく殺されかける。しかしテアティーヌの願いによって生まれたアスミに助けられ事なきを得るが、今度は彼女にヒーリングガーデンに連れ帰されそうになる。だが、彼女に「ここに残ってあなたと一緒にお手当てしたい！」と本音を吐露する。それを聞いたアスミも納得したため、以後は彼女のパートナーとなり自身に風のエレメントボトルをセットすることで彼女をアースへと変身させるヒーリングアニマルかつ変身アイテムとなる（アスミの項目も参照）。
テアティーヌ
声 - 戸田恵子
ヒーリングガーデンの女王で、ラテの母親。白いアフガン・ハウンドに似た容姿。
最初に誕生したヒーリングアニマルであり、かつては、すこやか市に住んでいた古のプリキュアのパートナーとして共にビョーゲンズと戦った過去を持っている。幼い頃はラテと瓜二つの容貌であり、言葉も犬のような鳴き声のみで話すことはできなかった。ヒーリングガーデンを襲撃してきたキングビョーゲンとの戦いにより、相打ちとなって力を失い、ラビリンたちにラテを託しプリキュアを見つけ出すように伝える。最終決戦では、レイオンとトラインと共に駆け付け、ビョーゲンズを封じ込めるべく巨大な結界を展開し、プリキュアをサポートした。

#### その他
レイオン
声 - 松田健一郎
トライン
声 - 遠藤大智
共にテアティーヌの側近に当たるヒーリングアニマル。レイオンはライオン、トラインはトラの姿をしており、いずれも鎧を身に着けている。ビョーゲンズの侵攻によって動けない状態であったが、プリキュアたちの活躍によって回復し、再び動けるようになった。最終決戦にてテアティーヌと共にプリキュアのもとへ助太刀に現れ、ネオキングビョーゲンと対峙する。
サルロー
声 - 郷田ほづみ
猿の姿をした、年配のヒーリングアニマル。赤いチョッキと腹巻きを身に着け、サンダルを履いている。自分の都合で環境を破壊する人間を快く思っておらず、「人間も浄化すべき」という考えを持つ。

### エレメントさん
地球上のあらゆる物に存在する精霊。ビョーゲンズによってナノビョーゲンを憑依させられメガビョーゲンを発生させてしまう一方で、浄化することで様々な力を発揮させることができ、力を分け与えてラテを回復させたり、プリキュアが戦う際に力を貸してくれる。下記以外にも、作中未登場の虹、月、雪、空のエレメントさんがいる。
| 花のエレメントさん 声 - 花守ゆみり 木のエレメントさん 声 - 千本木彩花 水のエレメントさん 声 - 降幡愛 光のエレメントさん 声 - 花守ゆみり 泡のエレメントさん 声 - 千本木彩花 実りのエレメントさん 声 - 降幡愛 雨のエレメントさん 声 - 花守ゆみり 氷のエレメントさん 声 - 花守ゆみり | 宝石のエレメントさん 声 - 花守ゆみり 雷のエレメントさん 声 - 千本木彩花 風のエレメントさん 声 - 降幡愛 葉っぱのエレメントさん 声 - 花守ゆみり 火のエレメントさん 声 - 降幡愛 太陽のエレメントさん 声 - 千本木彩花 空気のエレメントさん 声 - 千本木彩花 音のエレメントさん 声 - 降幡愛 海のエレメントさん 声 - 降幡愛 |

### ビョーゲンズ
本作品におけるプリキュアの敵対勢力。マグマで満たされた「ビョーゲンキングダム」という異世界に生息する邪悪な種族で構成されている。
ビョーゲンキングダムのように自分たちにとって快適な環境を拡大するため、地球に病気を蔓延させることを目的に掲げており、すでに地球を癒やしてきた「ヒーリングガーデン」を襲撃して滅亡の危機に陥れている。現在は人間界に標的を定めており、地球やヒーリングアニマルを守ろうとするプリキュアと敵対することになる。
ビョーゲンズに侵攻された土地周辺はウイルスのような赤い粒子が漂い、草木が枯れ果てるほど大地が荒廃化し、そこに住む生物も危険な状態になる。そのため、ビョーゲンズに侵攻されたヒーリングガーデンもこの状態に陥っている。

#### 上層部
キングビョーゲン
声 - 郷田ほづみ
ビョーゲンズの頂点に君臨する謎の存在。当初は「ナノビョーゲン」の集合体で構成されており、禍々しい思念体のような姿だった。一人称は「われ」。
太古の昔、古のプリキュアとの戦いに敗れた経緯があり、その戦いによって現在は身体を封印された状態にある。また、ヒーリングガーデンを襲撃した際にテアティーヌと相打ちとなって力を失っており、自分の身体を取り戻すためにも、配下たちにメガビョーゲンを発生させる形で力を得ようと目論む。
少しでも早く人間界の襲撃を進めテアティーヌよりも先に復活する事を最優先に考えており、プリキュアを倒すこと自体にはそれほど固執していない。ただし、古のプリキュアとテアティーヌに対しては目障りに思っており、バテテモーダから古のプリキュアに似たキュアアースの出現を聞かされ、排除するよう命じている。一方で幹部への愛情は皆無に等しく、シンドイーネがキュアアースに取り込まれた際も、「また代わりを生み出せば良い」と幹部を捨て駒のように扱う発言が見られる。
プリキュアがビョーゲンキングダムへやって来た（実際にはグアイワルの罠）際に交戦し、戦いの末浄化されたかに思われたが、グアイワルの肉体を触媒とする形で復活を遂げる。更に、プリキュアに浄化されたダルイゼンの肉体を吸収する形で「ネオキングビョーゲン」へと進化を遂げ、すこやか市全域を蝕み始める。その後はテアティーヌの結界によって一時的に動きを封じられるものの、結界が解除されたのを機に力を取り戻し、浸食を世界中へと拡大させる。また、同時にプリキュアを自身の体内に取り込み、変身の強制解除に追い込む。しかし、変身が不可能となった後もなお、諦めない気持ちを持ち続けるのどか達に呼応した世界中の生命の持つ「生きたい」という思いによってプリキュアの復活を許し、最後はその思いの力によって強化された「プリキュア・ファイナル・ヒーリングっどシャワー」を受けて完全消滅した。
本体
キングビョーゲンがキンググアイワルの肉体を吸収し、復活した姿。獣のような黒い顔に赤い涙のような模様と赤い一本の角があり、白いたてがみと長く伸びた尾という特徴がある。また、キンググアイワルのものと同じ紋章のついたマントを身に纏っている。
ネオキングビョーゲン
キングビョーゲンがダルイゼンを取り込み、進化した姿。進化前に比べ頭身が高くなり、獣から人の姿に変化している。また、ビョーゲンズの幹部に見られた4枚の黒い翼や、7本の赤い角が特徴。
あらゆるプリキュアの攻撃をバリアによってはね返す力を持つ。

#### 幹部
幹部たちは元々メガビョーゲンの一部（種やメガパーツ等）だったものが人間や動物を「宿主」にして取り憑き、その後宿主の中で成長して分離した「テラビョーゲン」と呼ばれる存在である。要はメガビョーゲンが知性を持った存在であり、その一部だった頃の記憶を保持しているものもいる。彼らの共通点として、赤と黒を基調とした服装に、サソリのような尻尾を生やし、頭部には悪魔のような2本の角を生やしている。
ビョーゲンキングダムでは顔を合わせることは多いものの、各幹部が個人の思惑で動くことがあるために協力関係は皆無で、お互いにどちらがキングビョーゲンに貢献したかの言い争い、どちらがより多く地球を病気で蝕めるかを競い合うなどのライバル意識をむき出しにすることがほとんどである。
ダルイゼン
声 - 田村睦心
ビョーゲンズの幹部を務める気だるげな少年。暗緑色のショートヘアに青白の肌が特徴。一人称は「オレ」。
赤錆色のロングコートに黒色のベストと緑色のシャツを着用し、黒いズボンとブーツを履いている。また、首にはチョーカーを身に付けている。
基本的にはクールかつ無気力で、常に斜に構えたような態度をとり、他者に無関心で怠惰な性格。プリキュアたちにメガビョーゲンの侵攻を妨害されても何とも思わず、軽視しているような節すらも見せるが、非道な任務を顔色ひとつ変えることなく淡々とした態度で遂行し、周りの被害を何とも思わない冷酷非情な一面も併せ持つ。その身勝手な態度をやすこからは「人の心がない」、キュアグレースからは「自分さえよければそれでいい」と指摘されても「人間じゃないからいい」と平然と自己肯定し、加えて地球を守ろうとするラビリンたち見習いのヒーリングアニマルを無力な存在として見下している。
その宿主は「花寺のどか」であり、メガビョーゲンの種が幼い頃の彼女に取り憑き、その体内で成長していったことによって誕生した存在であり、のどかが長期間入院を強いられた原因を作った張本人である。長い年月をかけてのどかの体の中で育った後、キングビョーゲンの号令の下、黒いモヤとなって彼女の体から離脱し、入院していた病院の近くで現在のような姿へと変貌を遂げた。本人はそのことを忘れていたが、キュアグレースにメガパーツを埋め込んで自分とそっくりのケダリーが誕生したことによって思い出すに至る。
当初は「地球が最終的に自分にとって住みやすい環境になればなんでもいい」と他者への関心を一切示していなかったが、自分と真っ向から対峙したキュアグレースに興味を抱くようになり、前述の自分が生まれた経緯を思い出したことでキュアグレースへの興味をさらに強めるようになる。古のプリキュアの存在を知っていた。
グアイワルと同時に出撃した際に、自身が生み出したメガビョーゲンにグアイワルがメガパーツを用いて急成長させる実験を行ったのを目撃したことで、初めてメガパーツの存在を知る。そのメガビョーゲンから直接メガパーツを採取し、シンドイーネにも分けて使い方を教えている。また、本人はメガパーツの他の可能性を模索し、自身たちのようにメガビョーゲンを生み出せる存在であるテラビョーゲンを新たに生み出そうと画策しており、これによりネブソックやケダリーといったビョーゲンズを生み出している。
メガビョーゲンを召喚する際には、髪をなびかせながら「進化しろ、ナノビョーゲン」というかけ声の下、メガビョーゲンの素となる「ナノビョーゲン」を発生させる。また、人間界の「生きてるって感じ」がするものや「花」を特に蝕む傾向がある。
通常形態で戦闘能力も高く、衝撃波だけで向かってきたプリキュア4人を吹き飛ばしてしまうほどの実力を持つ。
シンドイーネとグアイワルが進化形態になった際は、自分はしばらく様子見しようとしていたが、キングビョーゲンに「怖じ気ついたか?」と言われしぶしぶ進化形態になった。
その後はグアイワルによるクーデターが起きた際も動揺することなく過ごしていたが、やがてキングビョーゲンがグアイワルを取り込んで復活し、自身もその一部になることを提案されると一転して身の危険を感じ、キュアグレースに助けを求めるようになる。しかし、拒絶されたことで行き場を失うと、対抗する最後の手段として大量のメガパーツを取り込み、巨大化して暴走する。その後、駆け付けたキュアグレースに対し身勝手な願いをぶつけるも、｢都合の悪い時だけ利用しないで!｣と反論される。最後はプリキュアたちの合体技である「プリキュア・ファイナル・ヒーリングっどシャワー」を受けて進化前の姿に戻り、肉体をキングビョーゲンに吸収された。
進化形態
ダルイゼンが自身にメガパーツを埋め込み、進化した姿。外見上の変化は、背中の4枚の黒い翼や大きく反り返った4本の角、色の濃く華やかとなった服装など、他の二人と変わらない部分がほとんどである。異なる点として、胸元に青い薔薇の飾りがある。
進化形態2
ダルイゼンが大量のメガパーツを取り込んだ姿。本来のダルイゼンに比べ遥かに巨大化しており、メガパーツの力を制御できずに暴走状態にある。目は黄色く光り、黒を基調とした全身に青い線が入っている。
メガビョーゲンやギガビョーゲンと同じく蝕む能力を持つ。
シンドイーネ
声 - 伊藤静
ビョーゲンズの幹部を務める妖艶な美女。紫色のボブショートヘアに薄い紫色の肌が特徴。一人称は「わたし」。
赤錆色のロングコートに紫色のボディコンを着用し、黒色のミニスカートにロングブーツを履いている。また、首にはチョーカーを身に付けている。
主であるキングビョーゲンを誰よりも慕っており、彼に合わせて自分の都合のいいように態度を変えることもしばしばで、彼に好かれるためにおめかしもする。その一方で、キングビョーゲン以外の相手に対しては気が強く上から目線の態度で接する。幹部の中では喜怒哀楽の激しい性格で、キングビョーゲンがいるとご機嫌になったり、相手が自分よりも劣勢になると見下して高笑いをし、逆に他の幹部たちにバカにされて不機嫌になったり、予想外の事態が起こると憤慨して取り乱す傾向にある。 また、グアイワルとは仲が悪く、彼の皮肉めいた態度に逐一突っかかり口論になることも多々ある。
メガビョーゲンを召喚する際には、投げキッスをしながら「進化しなさい、ナノビョーゲン」というかけ声の下、メガビョーゲンの素となる「ナノビョーゲン」を発生させる。また、メガパーツの存在をダルイゼンから教えられてからは、自らも戦闘で用いるようになる。
しかし、その後はダルイゼンやグアイワルが次々と新たなメガパーツの応用に成功し、キングビョーゲンから評価される一方で、自身は全くキングビョーゲンから見向きもされなくなったことに危機感を覚えるようになる。結果的に自暴自棄となり、二人よりも優位に立つべく自身の体にメガパーツを埋め込んだことが功を奏し、進化に成功する。
キングビョーゲンが肉体を取り戻し復活した後も、幹部の中で唯一生き残っていたが、やがてプリキュアがキングビョーゲン打倒のために自分のメガパーツを狙っていることに気づき、そのメガパーツで更なる進化を遂げ抵抗する。しかし、最後はプリキュアたちの合体技である「プリキュア・ファイナル・ヒーリングっどシャワー」を受けて進化前の姿に戻り、更に「プリキュア・ヒーリング・オアシス」を受けてナノビョーゲンサイズへと浄化され、そのままキュアアースの体内に吸収された。
進化形態
シンドイーネが自身にメガパーツを埋め込み、進化した姿。容姿は新たにティアラやイヤリングなどの装飾が加わっているほか、進化前に比べ色の濃いワインレッドの華やかな服装となっており、背中に4枚の黒い翼がある。また、右目付近に水色の涙のような模様がある。
進化形態2
シンドイーネがメガパーツによって、更なる進化を遂げた姿。全身が鎧のようなスーツで覆われているほか、手から赤いモヤを弾にして放つ、刃にして斬る、鞭にして打つなどの攻撃を繰り出すことができる。
グアイワル
声 - 安元洋貴
ビョーゲンズの幹部を務める筋骨隆々の巨漢。オレンジ色のオールバックヘアに白緑色の肌が特徴。一人称は「オレ」。
赤錆色の半袖ロングコートにベルトを巻き付けた橙色のシャツを着用し、黒色のズボンに太めのブーツを履いている。また、首にはチョーカーを身に付けている。
普段は事実を客観的に見る冷静な態度を装っているが、その実は好戦的な性格の持ち主で、戦闘の際には普段よりも増して意気揚々と挑み、メガビョーゲンを浄化していくプリキュアの強さに興味を抱いている。その反面、予想に反することが起こると動揺しやすい一面もあり、ひなたのマイペースすぎる反応に戸惑う姿も見せている。
同僚には対抗心を持っており、特にシンドイーネとは彼女のキングビョーゲンに対する心酔ぶりに皮肉めいた嫌味を言うため、口論になることもしばしばある。バテテモーダがメガビョーゲンのかけらを入手した際はそれを察知し、彼からかけらの一部を強引に受け取っている。その後、メガビョーゲンのかけらを「メガパーツ」と命名し、ダルイゼンの生み出したメガビョーゲンで実験するが、その際にダルイゼンにもメガパーツの存在を知られている。
メガビョーゲンを召喚する際には、両腕を鳴らした後に握りこぶしを合わせながら「進化しろ、ナノビョーゲン」というかけ声の下、メガビョーゲンの素となる「ナノビョーゲン」を発生させる。
シンドイーネが進化形態になった後、キングビョーゲンのすすめで自らも進化形態となった。そして、普段はビョーゲンズとしての役割をこなし、作戦をキングビョーゲンからも高く評価される一方、裏ではキングビョーゲンの後釜を密かに狙っていた。
下克上を本格的なものにする手始めとしてプリキュアをビョーゲンキングダムへとおびき出し、彼女たちにキングビョーゲンを始末させる。計画が成功した後、メガパーツを大量に吸収して「キンググアイワル」へと進化を遂げ、プリキュアをビョーゲンキングダムへと幽閉した上で「すこやか市」をビョーゲンズの新たな首都とするべく人間界へと侵攻を始める。その後は居城を自ら建築するなど楽観した態度をとっていたが、やがてプリキュアがビョーゲンキングダムから脱出したことを知ると自らプリキュアの前に立ちはだかる。しかし、突如現れたキングビョーゲンに復活の糧にされる形で吸収された。
進化形態
グアイワルがメガパーツを取り込み、進化した姿。身体的な特徴として、進化前に比べて角は大きく反り返っており、枝分かれして4本になっているほか、髪の毛も胸元近くまで伸びている。また、他の二人と同様背中に4枚の黒い翼を持つほか、水色の涙のような模様がある（ただしこちらは両目）。服装は進化前に比べて色が濃く華やかとなったほか、両肩には鎧のようなものを装着している。
キンググアイワル
グアイワルが大量のメガパーツを取り込み、進化した姿。新たに青いマントと王冠を身に纏い、首元に金のブレスレットを装着している。
バテテモーダ
声 - 保志総一朗
ビョーゲンズの幹部として誕生したチャラ男のような獣人男性。金髪をした茶色のネズミのような外見が特徴。一人称は「自分」もしくは「オレ」で、語尾に「っす」を付けて話すことが多い。
短めの赤錆色のベストに黒色のシャツを着用し、ブカブカのズボンに黒いサンダルを履いている。また、左耳にはピアスを付けている。
テンションの高いお調子者だが、その反面、外見とは裏腹に「戦うことが楽しい」と豪語するほどの戦闘狂で、プリキュアに対しても「負ける気がしない」と自らの実力に絶対的な自信を持っており、時折邪悪な笑みを垣間見せることもある。また、地球の健康的な環境を「不快な臭い」と嫌悪している。
表向きはダルイゼンを「兄貴」、シンドイーネを「姐さん」、グアイワルを「先輩」と呼びへりくだっているが、裏では彼らを「ボンクラ」と見下しており、密かに出し抜こうと目論むなど、徐々に野心的な一面を覗かせるようになっていく。
元々はダルイゼンのメガビョーゲンが放った種であり、その種が「すこやか市」の川辺に住むヌートリアを宿主にして寄生・成長し、その後宿主から分離して現在の姿へと変貌した。誕生して間もなくキングビョーゲンの配下になり、ビョーゲンズの若手幹部として行動するようになる。
メガビョーゲンを召喚する際には、両腕を激しく交差させつつ小躍りをした後に両手を合わせながら「進化ベイベー、ナノビョーゲン」というかけ声の下、メガビョーゲンの素となる「ナノビョーゲン」を発生させる。この他、飄々とした態度に似合わず身軽な動きを持ち、肉弾戦でもプリキュアを圧倒するほどの実力を持っている。
自らが生み出したメガビョーゲンのかけらを用い、メガビョーゲンを急成長させるという方法を発見する。そして、作戦の成功の暁には自らが指揮権を握るという褒美の約束をキングビョーゲンに取り付け、「すこやか市」に侵攻してプリキュアを追い詰めたものの、突如として現れたキュアアースに圧倒されて形勢が逆転、最後は彼女の浄化技である「プリキュア・ヒーリング・ハリケーン」を受けて敗北し、野心が果たされないことの無念を叫びながら消滅した。
ネブソック
声 - 竹内栄治
ビョーゲンズのメンバーとして誕生した長身の鳥人男性。黒いカラスのような外見にオレンジ色の鬣のような髪が特徴。一人称は「オイラ」。
ダルイゼンが新たな実験として使用した「メガパーツ」が本体であり、それが「おおらか市」の森に住む巣立ちの時期の雛鳥を宿主にして寄生・成長し、その後宿主から分離して生まれた存在。また、他のビョーゲンズと同様に赤色を基調とした服装を着用している。
やんちゃで子供っぽい言動を取るが、凶暴かつ攻撃的な性格。弱点は鳥でありながら高所恐怖症で、高く飛び過ぎてしまうと絶叫しながら落下してしまい、プリキュアとダルイゼンの双方を呆れさせている。また、生みの親であるダルイゼンを兄と認識し、彼のことを「兄ちゃん」と呼んで慕っており、活躍をして彼に褒められることを喜びとする反面、彼に無視をされると焦りを見せる一面もある。
キュアアースを除く3人のプリキュアを圧倒する身体能力をほこり、大きな翼で空を飛び回り、強風を起こしたり、羽根を飛ばして攻撃する他、上空から地面を抉るほどの強烈なストンピングを繰り出すことができる。また、メガビョーゲンと同様に周囲を蝕む能力を宿しているが、これは宿主である小鳥が成長している途中であるためか、幹部としては未成熟な状態（進化途中）で誕生したためである。
生まれて早々ダルイゼンの指示で行動し、その俊敏さとパワーでグレース、フォンテーヌ、スパークルを圧倒し、アースにも僅かではあるがダメージを与えたが、前述の弱点が災いして一気に劣勢となり、最後は彼女の浄化技である「プリキュア・ヒーリング・ハリケーン」を受けて消滅した。ダルイゼンからはアースに一歩及ばなかったことから早々に見限られており、また誕生直後や浄化された後に「出てくるのが早かった」と酷評されている。ちなみに、ネブソックの宿主として蝕まれた雛鳥は無事に回復した。
ケダリー
声 - 渡辺明乃
ビョーゲンズのメンバーとして誕生したダルイゼン似の少年。右目周辺に黄色い花のような模様があるほか、身長はダルイゼンに比べて小さく、服装もロングコートではなく袖なしのチョッキを身に着けているなどの違いがある。一人称は「ボク」。
ダルイゼンがキュアグレースに埋め込んだ「メガパーツ」が成長して生まれた存在。のどかの体内で成長し彼女を苦しめていたが、後に彼女とラビリンが呼応したプリキュアの力で、彼女の体から追い出されることによって分離し、逃亡した「すこやか市」の山で前述のような姿へと変貌を遂げる。
無感情でボソボソと機械的な低い声で話し、自身の使命を生まれた頃から理解し任務を忠実に実行する冷徹な性格。それとは裏腹に体が非常に柔軟で、その動きで相手を翻弄する戦闘を得意とする。また、両手からメガビョーゲンと同様に病気を放って蝕む能力を保持しており、これは成長しきる途中で追い出されたために未成熟な状態で誕生したためである。
テラビョーゲンになって早々地球を病気で蝕むために行動を起こし、それを妨害するプリキュアと対決することになる。体の柔軟さで4人を翻弄、さらに格闘戦を挑んできたキュアアースを圧倒するも、空気のエレメントの力で動きを封じられたところを、グレースたち3人の合体技である「プリキュア・ヒーリング・オアシス」を受け、自身の敗北を悟りながら消滅した。

#### 怪物
メガビョーゲン
声 - 後藤光祐
ビョーゲンズの幹部たちが使役する怪物。悪魔のような図体に、不健康そうな顔が特徴。基本的には「メガビョーゲン！」または「メガ！」と発声する。
基本的には幹部の命令を忠実に実行するが、自分より型破りな人物に動揺したり、状況に困惑したりと妙に人間臭い一面を見せることがある。
幹部が発生させる「ナノビョーゲン」という小さい悪魔のような妖精が源となり、ナノビョーゲンがエレメントさんが宿る物質に憑依する形で誕生するが、鏡などの自然界にはない物質からもエレメントさんが宿っていれば生み出すことが可能である。なお、メガビョーゲンが発生している間はラテの体が急激に衰弱する仕組みとなっているが、メガビョーゲンの浄化とともにラテの体力も回復する。ただし、浄化が遅れた場合はラテの症状が重くなり、メガビョーゲンを浄化しても回復しなくなるため、エレメントさんの力を分けてもらう必要がある。
出現して暴れ回ると周囲一帯の環境が病気の蔓延する空間へと陥り、周辺にある程度病気が蔓延するとそれに比例して成長して巨大化し攻撃も強化されていくため、プリキュアたちにとっては浄化が遅れると総がかりで攻めても苦戦するほどの難敵と化すことがある。その間、エレメントさんはメガビョーゲンの中で力を吸い取られ続けており、出現が長引くとやがて力尽きて消滅し、その病気が蔓延した場所は二度と元に戻らなくなる状況に陥る。また、プリキュアたちが出現に気づくのは地球の不調を察するラテの反応によるものであるため、それと上記の性質が原因で劣勢に追い込まれたり、メガビョーゲンの成長を許してしまったこともある。
一定の状態まで成長したメガビョーゲンは自立歩行できる種を吐き出すことがあり、この種は生物の肉体そのものに取り憑く習性を持ち、それによって新たなビョーゲンズの幹部（テラビョーゲン）を生み出してしまう。これによって誕生したバテテモーダもプリキュアが浄化に苦戦すると、自分のような新しい幹部が生まれるかもしれないという主旨の発言をしている。また、これとは別に浄化されたメガビョーゲンが自らの力の宿ったかけらを残すこともあり、このかけらはグアイワルにより「メガパーツ」と命名され、生み出した別のメガビョーゲンに取り込ませることで急成長させ、強化させることができる。なお、メガパーツは浄化される前のメガビョーゲンから採取することもでき、うまくいけば一個に限らずに複数個のメガパーツを手に入れることも可能である。
プリキュアの技でメガビョーゲンの内部に居るエレメントさんを摘出することで浄化することができ、プリキュアに浄化された後は安らかな顔で｢ヒーリングッバーイ｣と言いながら消滅し、それと同時に病気が蔓延した場所も元に戻る。
学校や街中にも現れるため、一般人からも謎の怪物として認知されている。
ギガビョーゲン
声 - 後藤光祐
進化形態となったビョーゲンズの幹部たちによって生み出される強力な怪物。メガビョーゲン同様に悪魔のような図体に、不健康そうな顔が特徴。基本的には「ギガビョーゲン！」または「ギガ！」と発声する。
エレメントさんが宿る物質を媒体とするメガビョーゲンに対し、ギガビョーゲンは人間にナノビョーゲンを埋め込むことで誕生する。攻撃力はメガビョーゲンに比べてはるかにグレードアップしており、プリキュアたちが総がかりで攻めても苦戦することが多く、キュアアースの戦力をも圧倒するほどである。また、プリキュア・ヒーリング・オアシスが通用せず、プリキュア・ファイナル・ヒーリングっどシャワーでなければ浄化することができない。
ギガビョーゲンの内部に取り込まれている人間を摘出することで浄化することができ、プリキュアに浄化された後は安らかな顔で｢ヒーリングッバーイ｣と言いながら消滅し、それと同時に病気が蔓延した場所も元に戻る。

### プリキュアの家族

#### 花寺家
花寺 たけし（はなでら たけし）
声 - 花輪英司
のどかの父。一人称は「俺」または「僕」。住宅リフォームを専門とする建築家で、現在の花寺邸の設計も自ら行っている。
大学時代には気球サークルに所属し、卒業後もイベントの際はアドバイスを送るなど、後輩達とは良好な関係を維持し続けている。
花寺 やすこ（はなでら やすこ）
声 - 村井かずさ
のどかの母。一人称は「私」、「お母さん」。すこやか市出身。もとは大型トラックが運転可能なトラックドライバーとして働いており、その現場でたけしと知り合い結婚した。のどかの看病のため仕事を辞めていたが、回復と転居を機に復職、運送業者「すこやか運送」のドライバーとして働くことになる。
病気だったのどかにたけしと共に寄り添い励まし続けた良き理解者であり、彼女の学校生活を優しく見守っている。一方、身勝手で非道な振る舞いを見せたダルイゼンに怒りを見せたこともある。
のどかがアスミを連れて来た際には、言動を訝しみつつも最終的に部屋を貸し与えている。

#### 沢泉家（旅館沢泉）
沢泉 なお（さわいずみ なお）
声 - 佐古真弓
ちゆの母。温泉宿「旅館沢泉」の若女将として経営に携わっている。
沢泉 りゅうじ（さわいずみ りゅうじ）
声 - 遠藤大智
ちゆの父。旅館での役職は明らかでないが、ギガビョーゲン出現の際には避難誘導を行っている。
沢泉 きよし（さわいずみ きよし）
声 - 水内清光
ちゆの祖父。旅館の板長。寡黙で職人気質な人物。
沢泉 はるこ（さわいずみ はるこ）
声 - 野沢由香里
ちゆの祖母。旅館の女将。ちゆに女将の心得を伝授する。
沢泉 とうじ（さわいずみ とうじ）
声 - 松田颯水
ちゆの弟。未来の女将として期待される上に、何事も難なくこなす姉のちゆに対し、失敗続きの自分へのコンプレックスを抱いていた。そのような中、ギガビョーゲンと化した宿泊客に犬が襲われそうになったところを身を挺して庇い、フォンテーヌから救出される。また、フォンテーヌからこの時の行動への励ましの言葉を受けたことで再び仕事への自信を取り戻した（フォンテーヌの正体が自身の姉であることには気付かなかった）。その後、ちゆが進路の悩みを打ち明けた際には、ちゆが高跳びを続けられるよう気遣い、旅館の女将業を継ぐことを宣言している（最終的にちゆが高跳びと旅館業の両立を決意している）。
川井（かわい）
声 - 星野充昭
旅館の従業員。旅館の源泉がビョーゲンズに襲われた際は身を挺してちゆを守った。

#### 平光家
平光 てるひこ（ひらみつ てるひこ）
声 - 松田健一郎
ひなたの父。動物病院「平光アニマルクリニック」の院長。
動物愛と獣医の腕は誰にも負けないと豪語しており、本人も気さくな性格でオヤジギャグを披露することもあるノリのいい一面も見せており、ちゆにウケた時は「初めてウケた」と喜んでいた。
平光 ようた（ひらみつ ようた）
声 - 逢坂良太
ひなたの兄。一人称は「僕」。クリニックの獣医。
ひなたと歳が離れているせいか、のどかとちゆに父親と間違えられたことがあり、本人も気にしている模様。
平光 めい（ひらみつ めい）
声 - かかずゆみ
ひなたの姉。クリニックでトリマーとしても働きながら、併設のワゴン型カフェを営んでいる。

### すこやか中学校
すこやか市にある中学校。ちゆとひなたはこの学校の生徒で、のどかは転入してくる。制服は男子生徒が緑色のブレザーとグレーのスラックス、白のカッターシャツに赤いネクタイを着用、女子生徒は白いブラウスに赤いリボン、緑色のジャンパースカートを着用し、靴は共に茶色のローファーとなっているが、ちゆのようにカーディガンを着たり、ひなたのようにセーターを着て黄色いリボンにするなど、服装のアレンジは許容されている。制服は年間通して共通しており、夏服は存在しない。
円山 教生（まるやま）
声 - 浜田賢二
のどか、ちゆ、ひなたの担任で壮年の男性教師。担当科目は理科。七三分けにクラシックな眼鏡をかけ、学校ではジャージを着用している。一児の父でもある。校外学習時にメガビョーゲンの襲撃を受け、3人の行方が分からなくなった際は息を切らして必死に捜し回り、再会した時は号泣していた。
後に再登場し、息子の孝太と共に動物園を訪れていたところをのどか達に出会う。しかし、帰り際にシンドイーネの攻撃から孝太をかばう形でナノビョーゲンを埋め込まれてしまい、ギガビョーゲンの最初の素体となってしまう。その後はプリキュアの活躍により、無事に救出された。
りな
声 - 松田颯水
のどか、ちゆ、ひなたのクラスメイト。ひなたの友達で、彼女からは「りなぽん」と呼ばれている。
みな
声 - 不明
のどか、ちゆ、ひなたのクラスメイト。ひなたの友達で、彼女からは「みなぴー」と呼ばれている。
りょうこ
声 - 千本木彩花
のどか、ちゆ、ひなたのクラスメイト。ちゆと同じ陸上部に所属している。
みづき
声 - 降幡愛
のどか、ちゆ、ひなたのクラスメイト。旅館沢泉での職業体験に参加した。
さりな
声 - 不明
のどか、ちゆ、ひなたのクラスメイト。旅館沢泉での職業体験に参加した。
打上（うちあげ）
声 - 本橋大輔
のどか、ちゆ、ひなたのクラスメイト。父親が花火職人であるため、のどかの依頼のもと特製花火の発注を引き受けた。
益子 道男（ますこ みちお）
声 - 井口祐一
のどか、ちゆ、ひなたとは隣のクラスに属する男子生徒。一人称は「僕」。新聞部唯一の部員で「すこ中ジャーナル」編集長兼記者を自称する。ジャーナリズムに燃えるあまり取材対象をしつこくつけ回す事もある。小学生の時に雨上がりの雨粒に濡れて輝くクモの巣を見て、それを学校の壁新聞の記事にしたところ賞賛された経験からジャーナリストを志すようになった。
のどかが転校してきて以来ビョーゲンズが出没するようになったことから「のどかが怪物を呼び寄せている」と考えるようになり、それ以来のどかをつけ回す。しかしのどかを追った末に彼女が転倒してケガしたのを見て「真のジャーナリズムにもとる」と謝罪した。直後グアイワルとメガビョーゲンが現れ、ここでのどかが直接関係していないことを知るが、その一方でプリキュアやビョーゲンズの存在を知ることになった。
ネオキングビョーゲンによってすこやか市が蝕まれたのを機にプリキュアの正体を知ることとなるものの、「プライバシーを守ることもジャーナリズム」であると主張し、最後まで秘密を公表することはなかった。
金森 ことえ（かなもり ことえ）
声 - 花守ゆみり
のどか、ちゆ、ひなたのクラスメイト。吹奏楽部でトランペットを担当している。風邪による休みによって生じた遅れを取り戻すべく、昼休みを使って練習に打ち込むものの、その焦りを部長の有斗に指摘される。
菅原 有斗（すがわら ゆうと）
声 - 坂泰斗
すこやか中の3年生の男子。吹奏楽部の部長を務めており、周囲からは「吹奏の王子様」と呼ばれている。担当楽器はトランペット。遅れを取り戻すべく、一人練習に取り組むことえに付き合ったり、助言をするなど、無愛想だが面倒見の良い一面を見せる。

### その他の人々
長良 澄子（ながら すみこ）
声 - 小市眞琴
10話に登場したガラス芸術家。修行のためフランスに留学し、帰国後は日本にて作品を発表している。校外学習で美術館にやってきたのどか達が展示品である自身の作品に興味を示した際には、積極的に解説をしている。しかし、作品の中に光のエレメントさんがいたため、グアイワルによってメガビョーゲンに変化させられてしまう。
土生 みきお（はぶ みきお）
声 - 北田理道
ハーブ専門店『ハーブガーデン』と併設のカフェを営む男性。オネエ調の言葉で話す。店のマスコットキャラクターである「ラベンだるまちゃん」を制作した。
城戸 哲也（きど てつや）
声 - 山岸治雄
16話に登場した老年の男性。日出夫と史の友人。50年前、永遠の大樹の下で日出夫・史と共に永遠の友情を誓ったが、ある日、日出夫と喧嘩してしまい、以後長らく日出夫とは再会する機会がなかった。のどか達の計らいもあり、最終的に2人と50年越しの再会を果たし、和解した。
長野 日出夫（ながの ひでお）
声 - 佐藤健輔
哲也と史の友人。50年前に哲也と些細なことで喧嘩してしまい、それ以来長らく再会の機会がなかったが、のどか達の計らいにより、無事に哲也と再会を果たした。左手の薬指に指輪を嵌めているため、史と結婚したと見られる。
杉崎 史（すぎさき ふみ）
声 - 水落幸子
哲也と日出夫の友人。日出夫と同様、左手の薬指に指輪を嵌めているため、日出夫と結婚したと見られる。
エミリー・スミス
声 - 森永千才
17話に登場した外国人の少女。両親（声 - ヤスヒロ、愛河里花子）と共に日本を訪れ、旅館沢泉に宿泊する。近い将来日本に移住する予定であるが、当初は故郷を離れて新たな土地で暮らすことに対して不安を抱え、周囲にも心を閉ざしていた。その後親身に悩みを聴くちゆに対して次第に心を開いていき、最終的に公園での遊びを通じて日本人の友達ができた。
日下 織江（くさか おりえ）
声 - 前田玲奈
すこやか市にてアロマショップを経営する女性。既婚者であり、結婚を機にすこやか市に引っ越してきた。
日下 炎（くさか ほのお）
声 - 沢城千春
織江の夫。仕事の都合上、隣町で暮らしていたが、仕事の引き継ぎが終わってからはすこやか市に戻り、織江と暮らすことができるようになった。ちゆやひなたとは顔見知りである模様。
樹 サクヤ（いつき さくや）
声 - 福原綾香
24話に登場した樹木医の女性。おおらか市の森と湖を守るため活動を続けている。子供の頃からよく訪れていた湖の自然を守りたいとの思いから樹木医を志した経緯を持つ。おおらか市の湖畔にハイキングにやって来たのどか達に出会い、彼女達が巣立ったばかりの鳥の雛を見つけた際には無闇に触れないよう注意を促している。
りり
声 - 田中貴子
25話に登場した少女。一人で公園にいたペギタンをぬいぐるみと思って自宅に連れ去り、「ジョセフィーヌ」と名付ける（自宅でペギタンが生きていることに気付いている）。二人暮らしの母親（声 - 千本木彩花）は働いているため夜遅くまで家におらず、クラスでも転校してきたばかりで孤立していた。
気球サークル
のどかの父・たけしが大学時代に所属していたサークル。以下の4名はその後輩にあたる。
カズ
声 - 菊池幸利
浮間（うきま）
声 - 野上翔
天野（あまの）
声 - 関根瞳
吹田（ふきた）
声 - 降幡愛
円山 孝太（まるやま こうた）
声 - 泊明日菜
のどか達の担任である円山先生の息子。父と共に動物園を訪れた際に秀一と出会い、虎とライオンのどちらが強いか口論になる（孝太自身は虎派）。その後、メガビョーゲンの襲撃を受けた際には怪我をした秀一を背負って避難しており、騒動が収まった後は互いの意見の違いを認め、仲直りしている。
しかし、帰り際に自身をかばって父親がギガビョーゲンと化す瞬間を目撃してしまい、ショックのあまり涙ぐむものの、最終的にプリキュアの活躍により救出された父親と無事に再会する。なお、父が学校から持ち帰ってくる「すこ中ジャーナル」を読んでいたため、プリキュアの存在を知っていた。
秀一（しゅういち）
声 - 七瀬彩夏
孝太の同級生。動物園で孝太と遭遇し、ライオンと虎のどちらが強いかを張り合う（秀一自身はライオン派）。メガビョーゲンの襲撃を受けた際には転んで怪我をしてしまい、孝太の助けを借りて避難している。
蜂須賀（はちすか）
声 - 浜田賢二
のどかがかつて入院していた病院での主治医。のどかが元気に過ごしているか様子を見にすこやか市を訪れる。
長らく病床にあったのどかの病気の原因がわからず、後にのどかが急激に回復し退院したことで、自分は何もできなかったという無力さから挫折感を味わうが、退院時に受け取ったのどかからの感謝の手紙を読んで感激し、その言葉に勇気づけられ病院を退職、海外の医療研究機関に転職することになった経緯を持つ。
すこやか市を去る途中でダルイゼンによってギガビョーゲンにされてしまうが、プリキュアたちによって救出された。
高美 ツバサ（たかみ つばさ）
声 - 高森奈津美
すこやか西中の陸上部の女子。陸上大会にて自身のハイジャンプの記録を上回り、優勝したちゆをライバルと認識している。親の仕事の都合で海外へ引っ越すことになり、改めて「次は世界の舞台で」とちゆに告げるものの、当のちゆは陸上で世界を目指すことまでは考えていないことにショックを受け、失望のあまりちゆのもとから去る。その後、海外へ出発する直前にシンドイーネによってギガビョーゲンの素体にされてしまうが、駆け付けたプリキュアによって救出された。救出後、考えを改めたちゆと対面し、世界の舞台で再会することを誓い合い、握手を交わした。
『燃えよ、ビーバレ！』の登場人物
劇中に登場するアニメ『燃えよ、ビーバレ！』の登場人物。
紅リュウ
声 - 逢坂良太
炎ミノル
声 - 安元洋貴
タケシ
声 - 後藤光祐
コーチ
声 - 花輪英司
監督
声 - 松田健一郎
斎藤 えりこ（さいとう えりこ）
声 - 松本沙羅
ひなたの小学校時代からの親友。ひなたからは「エリザベス」と呼ばれている。用事のためすこやか市を訪れ、小学生の時に引っ越して以来長らく疎遠だったひなたと再会するものの、ひなたが自分以外の友達と仲良くしていることに対する嫉妬の気持ちから、ひなたを冷たく突き放してしまう。その後、メガビョーゲンに襲われた際にひなたに本心を打ち明け、和解した。

### 他作品からの登場人物
キュアサマー
声 - ファイルーズあい
シリーズ次作『トロピカル〜ジュ!プリキュア』の主人公で、本作最終話に先行登場。
ヒーリングガーデンですこやかまんじゅうを元にしたメガビョーゲンとの戦闘中にサルローがグレース達に放った一言にラテが反応し、想いの力によって呼び出され、メガビョーゲンの上に落下する。その後メガビョーゲンに囚われていた3匹のヒーリングアニマル（ハムタス、タヌポン、フェレミン）もサマーの落下の衝撃と同時に救助されるが、その直後にメガビョーゲンに蹴り技を一発放つが、反撃を受けて気を失い、グレースたちが浄化したあとに目を覚ます。元の世界へ戻るときにグレースと再会の約束を交わした。本編終了後のバトンタッチ映像にも登場。
本作品では変身前（夏海まなつ）の姿は登場していない。

## プリキュアの設定
本作品におけるプリキュアは「パートナーと共に地球をお手当てする戦士」と位置づけられている。
本作品ではプリキュア変身者とパートナーとなるヒーリングアニマルが一体となって変身・戦闘を行う形式となっており、変身の名乗りや必殺技の掛け声もヒーリングアニマルと同時に行う。プリキュアに覚醒するには、プリキュア変身者の候補となる者が自らヒーリングアニマルと契約を結ぶ必要があり、一度契約が結ばれるとパートナー以外のヒーリングアニマルと変身・戦闘する事は不可能。また、変身にはお互いが心を通わせていることが重要であるため、ヒーリングアニマルと仲違いをしていると変身できなくなる状況に陥る。ただし追加メンバーのアースについては一部例外が存在する。
初期メンバーはパートナーのヒーリングステッキにそれぞれのエレメントボトルを（アスミは風のエレメントボトルをラテの首輪中央に）装着し、「スタート！」（ヒーリングアニマル）「プリキュア・オペレーション！」（変身者）と唱えたあと「エレメントレベル上昇（語尾）！」とヒーリングアニマルが唱え、そして「キュアタッチ！」と2人で唱え肉球を1回押すと「キュン！」の効果音とともに白衣が現れる。そして、変身者がそれを纏うことでコスチュームに変化しプリキュアへ変身する。変身した後は初期メンバーはステッキを持ったまま戦うが、アースは必要に合わせてハープを召喚する。メガビョーゲン浄化後は「お大事に！」のセリフを決める。
変身により運動能力や格闘能力が大幅に向上する他、初期メンバーのみ敵の弱点をスキャンしたり、ぷにシールドと呼ばれる肉球型バリアを張ったり各イメージカラーの光線を放つことが可能。
第4話で初期メンバーの3人が揃い、第5話から全員で「地球をお手当て！ ヒーリングっど♥プリキュア！」と名乗るようになる。その際の立ち位置は向かって左からフォンテーヌ・グレース・スパークルの順。アースは第19話から登場し、続く第20話でラテをパートナーとし正式加入する。第21話より名乗りに参加しスパークルの右に立つ。
街中で戦闘が発生する場合もあるため、プリキュアの存在は一般人にも認知されているが、ヒーリングガーデンの存在を知られてはならないことからプリキュアの正体についてはラビリンから内緒にするよう頼まれている。しかし最終決戦の際のどかたちの姿が世界中に幻影となって現れ、4人の知らないところで家族を含む一般人に正体を知られることとなった。全てを悟った家族らは事実を知ったまま、のどかたちにはこれまで通り素知らぬ振る舞いをして秘密を守るスタンスを取る事にした。
地球のお手当は本来ヒーリングアニマルが単独で行うものであり、キングビョーゲンいわくプリキュアの存在は単独でビョーゲンズに対抗できるヒーリングアニマルがいない証であるという。
開始当初から過去の時代のプリキュアの存在が示唆されており、遙か昔に現在のすこやか市となった地域に住む少女・フウがプリキュアとなり、テアティーヌと共に地球のお手当を行っていたことが語られている。ヒーリングガーデンにもその先代プリキュアらしき像が建てられている。第19話において先代のプリキュアに酷似したアースが登場したが、先代本人ではなくテアティーヌの願いを受けて地球が新たに生み出した精霊であると本人から語られている。

### キュアグレース
花寺のどかが変身する花のプリキュア。変身時の名乗りは「重なる二つの花！ キュアグレース！ ラビ！」。イメージカラーはピンク。パートナーヒーリングアニマル（以下「パートナー」）はラビリン。
第1話でビョーゲンズの侵攻により弱まったラテを見て「放っておけない！」とラビリンに訴え、彼女もそれに呼応したためプリキュアに覚醒した。 
花びら型のハイライトが付いた濃いピンク色のロングヘアを盛り髪にして、黄色い花に緑の葉の髪飾りをあしらっておりピンクのハートのついたティアラが装着されている。イヤリングは緑色の葉型。瞳の色と睫毛はピンク色。コスチュームは胸にバラの飾りをあしらったパフスリーブのワンピースであり、緑のリボンのついたショートブーツを履いている。両手にはピンクのハートのついた手袋を着用している。
浄化技
プリキュア・ヒーリング・フラワー
「エレメントチャージ！」と唱えハートを描いた後ヒーリングステッキの肉球に3回触れ、「ヒーリングゲージ上昇！」とパートナーと唱え、ヒーリングステッキの先端部にあるハート型の飾りにエレメントエネルギーを充填し、「プリキュア！ヒーリング・フラワー！」と叫ぶことで螺旋状の花のエネルギーを放ち、それが手の形となって、エレメントさんを助けながらビョーゲンズを浄化する技。
エレメント技
実りのエレメント
ヒーリングステッキに実りのエレメントボトルを装着したあと、「実りのエレメント！」と叫び木の実型のエネルギー弾を放つ、または剣を作り出し斬撃を放つ技。
葉っぱのエレメント
ヒーリングステッキに葉っぱのエレメントボトルを装着したあと、「葉っぱのエレメント！」と叫びピンクのエネルギーを放つ技。正確な効果は不明。
花のエレメント
ヒーリングステッキに花のエレメントボトルを装着したまま、「花のエレメント！」と叫びエネルギーの花を作り出し、そこからピンクのビームを放つ技。

### キュアフォンテーヌ
沢泉ちゆが変身する水のプリキュア。変身時の名乗りは「交わる二つの流れ！ キュアフォンテーヌ！ ペエ！」。イメージカラーは水色。パートナーはペギタン。
第2話の終盤でのどかがラビリンたちと話しているのを目撃し疑念を抱き、続く第3話で彼女がグレースに変身するのを目撃する。ビョーゲンズと対峙する彼女を見て何とか助太刀する方法を模索し、そこでペギタンを見つける。そして彼に「あなたも助けたいのでしょう？」と問いかけ、彼もそれに呼応したためプリキュアに覚醒した。
水滴型のハイライトが付いた濃い水色のロングヘアを二つ分かれにして、青色のハートのついたティアラが装着されている。イヤリングは白い真珠の下に雫がついている。瞳の色と睫毛は濃い水色。コスチュームは胸に雫の飾りをあしらった、グレースより若干大きめのパフスリーブのワンピースであり、白と緑のフリルがついている。両手には青色のハートのついた手袋を着用している。青色の雫のついたロングブーツを履いている。
浄化技
プリキュア・ヒーリング・ストリーム
「エレメントチャージ！」と唱え水マークを描いた後ヒーリングステッキの肉球に3回触れ、「ヒーリングゲージ上昇！」とパートナーと唱え、ヒーリングステッキの先端部にあるハート型の飾りにエレメントエネルギーを充填し、「プリキュア！ヒーリング・ストリーム！」と叫ぶことで螺旋状の水のエネルギーを放ち、それが手の形となってエレメントさんを助けながらビョーゲンズを浄化する技。
エレメント技
氷のエレメント
ヒーリングステッキに氷のエレメントボトルを装着したあと、「氷のエレメント！」と叫びステッキから冷凍ビームを放ち、対象を氷漬けにし行動不能にする技。
雨のエレメント
ヒーリングステッキに雨のエレメントボトルを装着したあと、「雨のエレメント！」と叫び空に向かってステッキからエネルギーを放ち雲を雨雲に変え、雨を降らせる技。青のエネルギーを放つこともできる。大量の雨水の塊をぶつけて攻撃することも可能。
水のエレメント
ヒーリングステッキに水のエレメントボトルを装着したまま、「水のエレメント！」と叫び水流を放つ技。スパークルの火のエレメント技と合わせることで霧を発生させることが可能（単独でも霧の発生は可能）。

### キュアスパークル
平光ひなたが変身する光のプリキュア。変身時の名乗りは「溶け合う二つの光！ キュアスパークル！ ニャ！」。イメージカラーは黄色。パートナーはニャトラン。
第4話でビョーゲンズと対峙するグレースとフォンテーヌを目撃する（真相はひなたがプリキュアにふさわしいか見極めるニャトランの作戦）。そこで2人を「かわいい！」と歓喜し、一同を唖然とさせる。それを見ていたニャトランから「お前もならないか？」と誘われ、二つ返事で快諾しプリキュアに覚醒した。 
ちなみに第18話でニャトランが日下織江に恋をしてしまい、パートナー解消の危機があった。
髪型は四芒星型のハイライトが付いた金髪の猫耳型シニヨン付きツインテールで、左髪に黄色のハートのティアラが装着されている。イヤリングは白のファー仕様。瞳の色と睫毛は緑色。コスチュームは黄色の光マークの飾りをあしらったノースリーブのトップスで、二の腕にアームファーを装着。緑のフリルのついた、ファー仕様のかぼちゃパンツを着用している。両手には黄色のハートのついた手袋を着用している。足元は茶色のオーバーニーソックスと、黄色のロリータパンプスを着用している。
浄化技
プリキュア・ヒーリング・フラッシュ
「エレメントチャージ！」と唱え光マークを描いた後ヒーリングステッキの肉球に3回触れ、「ヒーリングゲージ上昇！」とパートナーと唱え、ヒーリングステッキの先端部にあるハート型の飾りにエレメントエネルギーを充填し、「プリキュア！ヒーリング・フラッシュ！」と叫ぶことで螺旋状の光のエネルギーを放ち、それが手の形となってエレメントさんを助けながらビョーゲンズを浄化する技。
エレメント技
雷のエレメント
ヒーリングステッキに雷のエレメントボトルを装着したあと、「雷のエレメント！」と叫びステッキから黄色の電撃を放ち、対象を痺れさせる技。
火のエレメント
ヒーリングステッキに火のエレメントボトルを装着したあと、「火のエレメント！」と叫びステッキから金色に輝く火炎を放つ技。フォンテーヌの水のエレメント技と合わせることで霧を発生させることが可能。

### キュアアース
風鈴アスミが変身する風のプリキュア。変身時の名乗りは「時を経て繋がる二つの風！ キュアアース！ ワン！」。イメージカラーは紫。パートナーはラテ。
プリキュアシリーズ初の精霊プリキュア。また、変身後の姿が先行登場したプリキュアでもある。
第19話でバテテモーダに苦戦しているグレースたちを見たラテの「みんなを助けたい！」との願いと、彼女の危機を察したテアティーヌの願いを地球が呼応し、それから誕生した風のエレメントボトルの力により登場した。
髪型はハートのハイライトのついた薄紫のウェーブがかかったロングヘアで、白い翼の飾りのついた金のティアラが装着されている。イヤリングは大きな紫の丸い宝玉型。瞳の色は水色で、紫のハイライトが入る。コスチュームは薄紫のフリルがついたアシンメトリーのドレスで、足元は紫色のフラットシューズを履き、右足のみアンクレットを着用している。両くるぶしと右太腿に金のリングを付けている。手袋は初期メンバーのものより丈が長い。
先代プリキュアの力を受け継いでいると言われており、通常はアースウィンディハープは手に持たず、速い動きで相手を翻弄する戦いを得意としている。また、強力な蹴りの一撃を繰り出すことが多く見られる。単独で強化したメガビョーゲンやバテテモーダを格闘戦のみで戦闘不能にしており、加入時点では初期メンバーよりも能力は高い。ただし後述のようにラテがアイテムに装着されず、ぷにシールドが使えないため防御面で弱点があり、ケダリーような攻撃が通じない相手に反撃されるとあっさりダウンしてしまう。
ちなみにラテは前述のヒーリングアニマルたちと同じく変身に携わっているが、アイテムには装着しないので戦闘には参加していない。そのため、アスミがアース変身後は戦闘を傍観している。ただし、後述のスペシャルヒーリングっどスタイルになるとラテも戦闘に参加する事になる。
浄化技
プリキュア・ヒーリング・ハリケーン
アースウィンディハープに風のエレメントボトルをセットし、「エレメントチャージ！」と唱えた後、ハープを弾き「舞い上がれ、癒やしの風！プリキュア！ヒーリング・ハリケーン！」と叫ぶことでハープから無数の白い羽根を纏った薄紫の竜巻を放ち、それが手の形となってエレメントさんを助けながらビョーゲンズを浄化する技。
エレメント技
空気のエレメント
アースウィンディハープに空気のエレメントボトルを装着したあと、「空気のエレメント！」と叫びハープから空気の玉を作り出し、対象を閉じ込める技。空気の爆弾をぶつけて攻撃したり紫の光線を放つことも可能。
音のエレメント
アースウィンディハープに音のエレメントボトルを装着したあと、「音のエレメント！」と叫びハープを奏でて紫の音波を放ち、対象の動きを止める技。対象を囲む複数の小さな円形の音波の中央からレーザーを放つ攻撃も可能。

### スペシャルヒーリングっどスタイル
プリキュア4人がヒーリングっどアローとスペシャルヒーリングっどボトルによってパワーアップした姿でプリキュア・ファイナル・ヒーリングっどシャワー発動時に変身する。
コスチュームは4人バラバラであるが、背中に翼が生え、手袋がないところは共通している。
キュアグレース
髪のボリュームアップに加え髪飾りの花が増え、イヤリングにも花が追加されている。衣装の丈が伸び長袖へと変わり、胸元のフリルが追加されピンクのフリルと背中に緑のリボンが追加されている。靴はバラと黄色のリボンのついたハイヒールへと変わる。
キュアフォンテーヌ
髪のボリュームが増加し、ティアラの形が少し変わり、イヤリングも少し大きくなる。紺色の服が追加され、衣装の丈が長くなり長袖へと変わる。水色のフリルと背中に薄い紺色のリボンが追加される。靴はロングブーツからミドルブーツへと変わる。
キュアスパークル
ツインテールが伸び、ティアラに黄緑と薄緑のフリルが追加される。イヤリングに四芒星が追加される。衣装の丈が伸び、伸びた先にポンポンが付いている。ノースリーブのトップスからフリル付きのトップスへと変わり、黄緑のフリルが追加され後ろのリボンが大きくなる。オーバーニーソックスが無くなり、ロリータパンプスから白い四芒星のついた黄色とオレンジのムートンブーツへと変わる。メンバー内で唯一長袖ではない。
キュアアース
髪がボリュームアップし、ティアラに黄色のフリルと赤紫のハートが追加される。衣装の丈が伸び、アシンメトリーからシンメトリーのドレスへと変わり、薄紫のフリルが両方につく。また、オープンショルダーの長袖となる。くるぶしのリングも左右対称となりピンクと水色の飾りが付き、靴は紫のハイヒールへと変わる。

### 合体技
プリキュア・ヒーリング・オアシス
ミラクルヒーリングボトルを使って放つ初期メンバー3人での合体技。ヒーリングステッキにミラクルヒーリングボトルを装着し、「トリプルハートチャージ！」と唱えパワーを溜め、グレースとラビリンが「届け！」フォンテーヌとペギタンが「癒しの！」スパークルとニャトランが「パワー！」と叫びながら肉球を3回タッチし、背面にオアシスを作り出し、ステッキからピンク、水色、黄色の螺旋状のエネルギーを放ち、エレメントさんを助けながら強力になったビョーゲンズを浄化する技。
プリキュア・ファイナル・ヒーリングっどシャワー
スペシャル・ヒーリングっどボトルを使って放つ4人での合体技。ヒーリングっどアローにスペシャルヒーリングっどボトルをセットすることでダイヤルが回転し、ヒーリングアニマル4匹が「ヒーリングアニマルパワー・全開！」と叫ぶとプリキュア4人がスペシャルヒーリングっどスタイルに変身しアローが4つに分かれる。4人が「アメイジングお手当て！準備OK♥」と叫び、レバーを引くことで虹色のパワーを溜め、「OK！」の掛け声でヒーリングアニマルたちが光る思念体となって各パートナーに寄り添う。その状態でレバーを押して、「プリキュア！ファイナル！ヒーリングっど♥シャワー！」の掛け声で4色の螺旋状のビームを放ち、取り込まれた人を助けながらギガビョーケンを浄化する技。作中では、1度も破られていないが、進化形態2となったダルイゼンとシンドイーネを浄化しきることはできなかった。最後は地球中から届いた力によって強化され、キングビョーゲンを完全消滅させた。

### 関連アイテム
ヒーリングステッキ
プリキュアに変身する際に使用するステッキ型のアイテム。
真ん中のハート部分にパートナーのヒーリングアニマルが装着された後、エレメントボトルをはめることで変身したり、武器としてエレメント技を使用し、光線や光弾を放つことが可能。
またステッキ共通技として以下の技がある。
キュアスキャン
ヒーリングステッキに備わった技で、肉球に1回触れ「キュアスキャン！」と言う事でステッキに合体したヒーリングアニマルの目が光り、メガビョーゲンに取り込まれたエレメントさんもしくはギガビョーゲンに取り込まれた人間の位置を特定する事ができる。
ぷにシールド
ヒーリングステッキに備わった技で、この技のみステッキに合体したヒーリングアニマルが任意に「ぷにシールド！」と言う事で肉球型バリアをプリキュアの前面に展開してメガビョーゲンの攻撃を防ぐ事ができる。
また相手の攻撃を押し返して反撃する、相手を押し込む、衝突の際のクッションにする、ジャンプの踏み台にするなどの応用が可能。
アースウィンディハープ
キュアアースがプリキュアに変身する過程で現れるハープ型のアイテムであり、ポーズを決める時は手に持つことができる。
技を発動する際に一枚の光る羽根が変化して出現し、先端部にある水晶が青く発光する。下の透明なハート部分にエレメントボトルをはめることができ、それによって浄化技やエレメント技を使用することができる。また、ボトルをはめずにハープを奏でることで風を使った攻撃が可能。
ヒーリングっどアロー
ヒーリングステッキ、アースウィンディハープの力をラテの力でまとめた注射器型のアイテム。先端はダイヤル式になっており4匹のヒーリングアニマルと弓のような飾りが装着される。中央部にスペシャルヒーリングっどボトルを装着でき、下部はレバーを引くことができる。プリキュアがスペシャルヒーリングっどスタイルに変身・合体技を放つ際に使用される。
エレメントボトル
エレメントさんの力が宿ったボトル型のアイテム。ヒーリングステッキ等にはめることで変身したりエレメント技を使うことが可能。また、エレメントさんに力を与えてもらうことでラテを回復させることもできる。
| エレメントボトルの一覧   | エレメントボトルの一覧 | エレメントボトルの一覧                                                           |
| 名称                     | 色                     | 能力                                                                             |
| ------------------------ | ---------------------- | -------------------------------------------------------------------------------- |
| 花のエレメントボトル     | ピンク                 | キュアグレースが変身の際に使う。また、ヒーリング・フラワー発動時にも使用。       |
| 水のエレメントボトル     | 青色                   | キュアフォンテーヌが変身の際に使う。また、ヒーリング・ストリーム発動時にも使用。 |
| 光のエレメントボトル     | 黄色                   | キュアスパークルが変身の際に使う。また、ヒーリング・フラッシュ発動時にも使用。   |
| 実りのエレメントボトル   | 薄ピンク               | キュアグレースが実りのエレメント技を使う際に使用。                               |
| 氷のエレメントボトル     | 白色                   | キュアフォンテーヌが氷のエレメント技を使う際に使用。                             |
| 雷のエレメントボトル     | オレンジ色             | キュアスパークルが雷のエレメント技を使う際に使用。                               |
| 葉っぱのエレメントボトル | 緑色                   | キュアグレースが葉っぱのエレメント技を使う際に使用。                             |
| 雨のエレメントボトル     | 水色                   | キュアフォンテーヌが雨のエレメント技を使う際に使用。                             |
| 火のエレメントボトル     | 赤色                   | キュアスパークルが火のエレメント技を使う際に使用。                               |
| 風のエレメントボトル     | 紫色                   | キュアアースが変身の際に使う。また、ヒーリング・ハリケーン発動時にも使用。       |
| 空気のエレメントボトル   | 青緑色                 | キュアアースが空気のエレメント技を使う際に使用。                                 |
| 音のエレメントボトル     | 薄マゼンタ色           | キュアアースが音のエレメント技を使う際に使用。                                   |

ミラクルヒーリングボトル
花、水、光のエレメントボトルにそれぞれのエレメントさんが力を与えてくれたことで生まれた新しいボトル型のアイテム。ヒーリングステッキに装着することで3人での合体技を使用することが可能。また、ラテをすぐに回復させることができる。
スペシャルヒーリングっどボトル
プリキュア達のお手当てを諦めないという思いに今まで集めた12個のエレメントボトルが集まり誕生したボトル型のアイテム。ヒーリングっどアローに装着することで4人での合体技を使用できる。
ヒーリングルームバッグ
ヒーリングアニマルが地球に来た際に持ってきた家を模したバッグ型アイテムで、バッグのように持ち歩けるよう持ち手が付いている。扉を開けるとヒーリングアニマル達の個室があるほか、ラテの心の声を聞くための聴診器やラテの食事など、お手当・お世話をするための道具一式が入っている。

## 作中用語
すこやか市
のどかたちが暮らしている街。大きな公園がある。
高台にハートがモチーフになっている展望台があり、周囲に同型のオブジェがある。
街の住民は昔から困ったことがあれば協力し合う習慣がある。また、風のエレメントさんによれば、遙か昔この地に暮らしていた少女がテアティーヌのパートナーとしてプリキュアとなり、ともに活動していたという。
旅館沢泉
ちゆの母・なおが若女将を務める旅館。
日本庭園や大浴場、ペットと入れる温泉などがある。
平光アニマルクリニック
ひなたの父で獣医師のてるひこが営む動物病院で、兄で同じく獣医師のようたや、姉でトリマーのめいも勤務している。
家の周りにはドッグランや姉のめいが営むカフェが併設されている。
すこやかフェスティバル
すこやか市で催される祭りで、商店街を中心に開かれる。市の名物である笑顔マークをかたどった饅頭「すこやかまんじゅう」なども販売される。
ハーブガーデン
土生みきおが営むハーブ専門店。店の庭にはラベンダーが植えられており、ハーブティーも楽しめる。
ラベンだるまちゃん
みきおがデザインしたマスコットキャラクターであるが、人気がないことに嘆いていた。「ラベンダー」と「だるま」がかかっており、緑色の目にリアルな唇が特徴である。スタンプカードに6個スタンプを集めることでもらえる。
3匹が初見した際ペギタンとニャトランは呆れていたが、ラビリンは一目惚れし「かわいい」とこぼす。しかし2匹に「本気か!?」と言われたのを聞いてはぐらかし、内緒でゲットすることを決める。ちなみに、このぬいぐるみでのどかとラビリンが2度目の仲違いになる（詳細はラビリンの項目を参照）。
ラベンだるまちゃんのぬいぐるみは放送後に実際に商品化され、公式ショップ「プリティストア」にて販売された。
永遠の大樹
丘の上にそびえ立つ朽ちた大木。この木の下で友情を誓い合うと、永遠の友達となるという言い伝えがあり、数多くの人々の心の拠り所となってきた。元々は葉の生い茂る普通の木であったが、大嵐によって倒壊し枯れてしまったため、伐採されることが決定していた。
ゆめぽーと
すこやか市の隣町にあるショッピングモール。
おおらか市
アスミのリクエストにより、のどか達がハイキングで訪れた緑豊かな森と湖がある街。すこやか市からは電車で2時間かかる。
燃えよ、ビーバレ！
作中世界で放送されている、ビーチバレーを題材としたスポ根テレビアニメ。ラビリンとラテ、アスミが気に入って見ているだけでなく、とうじも影響を受けてバレーボールで遊ぶようになっている。

## スタッフ
中核スタッフはほぼ女性で占められ、初の女性シリーズディレクターとして『映画 プリキュアスーパースターズ!』監督の池田洋子、シリーズ構成は『映画 HUGっと!プリキュア♡ふたりはプリキュア オールスターズメモリーズ』や『仮面ライダーウィザード』などの脚本を手がけた香村純子、キャラクターデザインは『HUGっと!プリキュア』などの山岡直子が担当する。音楽は寺田志保が新たに参加する。
- 原作 - 東堂いづみ
- 漫画 - 上北ふたご（講談社『なかよし』連載）
- 企画 - 西出将之（ABCアニメーション）、高橋知子（ADKエモーションズ）、鷲尾天
- プロデューサー - 佐藤有（朝日放送テレビ）、安井一成（ABCアニメーション）、矢﨑史（ADKエモーションズ）、安見香
- シリーズディレクター - 池田洋子
- シリーズ構成 - 香村純子
- キャラクターデザイン - 山岡直子
- 美術デザイン - 西田渚、今井美紀（第1話 - 第23話）、いいだりえ（第24話 - ）
- 色彩設計 - 坂入希代美
- 撮影監督 - 白鳥友和
- 編集 - 麻生芳弘
- 録音 - 林奈緒美、月岡陽菜
- 音響効果 - 石野貴久（ちゅらサウンド）
- 音響制作 - タバック
- 音楽 - 寺田志保
- 音楽制作 - マーベラス
- 音楽協力 - 東映アニメーション音楽出版
- 製作担当 - 澤守洸、井桁啓介
- アニメーション制作 - 東映アニメーション
- 制作協力 - 東映
- 制作 - 朝日放送テレビ、ABCアニメーション、ADKエモーションズ、東映アニメーション

## 主題歌
オープニングテーマはテレビ・映画通じて6年連続参加となる北川理恵が前作『スター☆トゥインクルプリキュア』に続いて担当する。エンディングテーマは前後期で曲だけでなく歌手も変わる形となっており、前期担当のMachicoは声優としては『キラキラ☆プリキュアアラモード』で岬あやね役で出演したことはあるが、主題歌歌手としてはシリーズ初担当となる。後期担当の宮本佳那子は主題歌としては『HUGっと!プリキュア』以来、エンディングテーマは『キラキラ☆プリキュアアラモード』以来に担当する。エンディングダンスの振付は新たにCRE8BOYが手がけている。
また、本作品に関連した主題歌歌唱関連イベントに関しては、本作品においては後述の通り新型コロナウイルス感染拡大の影響（以下、コロナ禍）により、2020年4月 - 7月の大阪、7月 - 8月の東京での作品フェスイベント、2020年9月開催予定のプリキュアライブなど中止を余儀なくされたイベントもある中、2020年2月1日に東京・池袋での「おひろめショー」、2020年2月15日・16日に大阪、2月22日・23日に東京・中野で開催された前作品の感謝祭イベント、2020年11月3日に横浜市内で開催されたイベント、放送終了後の2021年2月にオンラインでライブステージやキャラクターショー、トークコーナーなどで構成された感謝祭イベントこそはコロナ禍ながらも予定通り開催された。

### オープニングテーマ
「ヒーリングっど♥プリキュア Touch!!」
作詞 - こだまさおり / 作曲 - 高取ヒデアキ / 編曲 - 籠島裕昌 / 歌 - 北川理恵

### エンディングテーマ
「ミラクルっと♥Link Ring!」（第1話 - 第19話）
作詞 - eNu / 作曲 - 大橋莉子 / 編曲 - KOH / 歌 - Machico
初期メンバー3人がダンスを披露している。
第44話では挿入歌として使用。
「エビバディ☆ヒーリングッデイ！」（第20話 - 第45話）
作詞 - 藤本記子 / 作曲 - ANDW / 編曲 - 立山秋航 / 歌 - 宮本佳那子
キュアアースも含めた4人のプリキュアがダンスを披露している。
今回のエンディング映像は、CGによる将来的なイベント展開を視野に入れるため、CGエンジンにエピックゲームズが手掛けるUnreal Engine4（UE4）を初めて用いて制作されており、東映アニメーション側でキャラクターのモデリングデータやダンスのモーションデータを作成した上で、UE4での映像作成に長けているGUILD STUDIOが映像を制作している。

### 挿入歌
「We are Alive!!」（第45話）
作詞 - こだまさおり / 作曲・編曲 - 森いづみ / 歌 - 北川理恵

## 各話リスト
- 以下断りのない限り、放送日は日曜の日付を示す。また、新作エピソードの順延により過去回の再放送が実施された日にはその旨注釈にて示す。
- 後述の通り、公式YouTubeチャンネルでは第1話・第2話は放送開始記念として3月31日まで期間限定配信を実施[34]。また、第13話以降の放送延期に伴う形で4月29日より期間限定で第1話・第3話・第4話・第11話の配信を実施[35]。
- 特番やスポーツ中継などによる放送の休止・内容・日時変更は以下の通り。これに合わせる形で全国的に放送休止の場合はTVerの配信期間は臨時で1週分（2週間）長く設定されている。
  - 2020年4月26日 - 6月21日…前述の事情につき、代替措置として第1話から第8話・第12話の再放送への内容差し替えのため9週順延（下記の表を参照）。
  - 2020年11月1日…『長谷工グループスポーツスペシャル 秩父宮賜杯第52回全日本大学駅伝対校選手権大会』（テレビ朝日・メ〜テレ共同制作、8時05分 - 13時40分。7時45分 - 8時05分に『直前情報』も別途放送）のため休止。
  - 2021年1月3日…各局年始特番編成[注 38]のため休止。

| 話数 | サブタイトル                                           | 脚本              | 絵コンテ            | 演出           | 作画監督                                   | 美術                       | 本放送日       |
| ---- | ------------------------------------------------------ | ----------------- | ------------------- | -------------- | ------------------------------------------ | -------------------------- | -------------- |
| 1    | 手と手でキュン！ 二人でプリキュア♥キュアグレース       | 香村純子          | 池田洋子            | 池田洋子       | 爲我井克美                                 | 西田渚                     | 2020年 2月2日  |
| 2    | パートナー解消!? わたしじゃダメなの？                  | 香村純子          | やしろ駿            | 村上貴之       | 下谷美保                                   | 今井美紀                   | 2月9日         |
| 3    | 湧き上がる想い！ 変身！キュアフォンテーヌ              | 香村純子          | 志水淳児            | 門由利子       | 美馬健二                                   | 倉橋隆 一瀬あかね          | 2月16日        |
| 4    | カワイイ！なりたい！ キュアスパークル誕生              | 香村純子          | 中村亮太            | 中村亮太       | 仲條久美 アリス・ナリオ                    | 李凡善                     | 2月23日        |
| 5    | 気まずい水族館！ チグハグなわたしたち                  | 高橋郁子          | 大畑晃一            | 岩井隆央       | 青山充                                     | 志賀友香                   | 3月1日         |
| 6    | ママはどこラテ？ おるすばん大脱走！                    | 香村純子          | 角銅博之            | 角銅博之       | 赤田信人                                   | 齋藤優                     | 3月8日         |
| 7    | 大スクープ!? のどかの秘密                              | 広田光毅          | 志水淳児            | 志水淳児       | 上野ケン                                   | 大西穣                     | 3月15日        |
| 8    | とべないちゆ!? 陸上大会 大ピンチ！                     | 金月龍之介        | 西田正義            | 岩井隆央       | 爲我井克美 フランシス・カネダ              | 李凡善                     | 3月22日        |
| 9    | ひなたのカワイイ大作戦！                               | 伊藤睦美          | 土田豊              | 川崎弘二       | 小松こずえ                                 | 濱野英次                   | 3月29日        |
| 10   | 緊急お手当て！ メガビョーゲンがいっぱい!?              | 香村純子          | 大畑晃一            | 関暁子         | 森亜弥子 高野ゆかり                        | 齋藤優                     | 4月5日         |
| 11   | 力を一つに！ ミラクルヒーリング！                      | 香村純子          | 角銅博之            | 髙戸谷一歩     | 松浦仁美                                   | 大西穣                     | 4月12日        |
| 12   | 以心伝心!? チームワーク大作戦                          | 広田光毅          | 村上貴之            | 村上貴之       | 下谷美保 角田茉央                          | 李凡善                     | 4月19日        |
| 13   | 辞める？辞めない？ 迷えるひなた！                      | 高橋郁子 香村純子 | 志水淳児            | 志水淳児       | 美馬健二                                   | 今井美紀                   | 6月28日        |
| 14   | 元気発見！ すこやかフェスティバル！                    | 伊藤睦美          | 門由利子            | 門由利子       | 青山充                                     | 齋藤優                     | 7月5日         |
| 15   | 初めてのケンカ… すれ違うのどかとラビリン               | 田中仁            | 飛田剛              | 飛田剛         | 上野ケン                                   | 大西穣                     | 7月12日        |
| 16   | 友情の誓い！ 永遠の大樹の下で                          | 金月龍之介        | 角銅博之            | 角銅博之       | 赤田信人                                   | 李凡善                     | 7月19日        |
| 17   | 最高のおもてなし!? ちゆのおかみ修行                    | 伊藤睦美          | 紅優                | 岩井隆央       | 稲上晃 増田誠治                            | 濱野英次                   | 7月26日        |
| 18   | ハートにズッキュン！ ニャトランの恩返し                | 平林佐和子        | 村上貴之            | 村上貴之       | 角田茉央 下谷美保                          | 齋藤優                     | 8月2日         |
| 19   | ラテを守って…！ 祈りの風と奇跡の少女                   | 香村純子          | 髙戸谷一歩          | 髙戸谷一歩     | 松浦仁美 濱野裕一                          | 大西穣                     | 8月9日         |
| 20   | 今、つながる願い…！ わたしたちキュアアース             | 香村純子          | 宮元宏彰            | 関暁子         | 森亜弥子 小川一郎                          | 李凡善                     | 8月16日        |
| 21   | はじめまして！ わたくし、風鈴アスミです                | 香村純子          | 志水淳児            | 志水淳児       | 青山充                                     | いいだりえ                 | 8月23日        |
| 22   | ラテ逃げないで！ 消える体と芽生える気持ち              | 伊藤睦美          | 角銅博之            | 角銅博之       | 上野ケン                                   | 齋藤優                     | 8月30日        |
| 23   | かわいいってなんですか？ アスミと子犬物語              | 平林佐和子        | 小川孝治            | 岩井隆央       | 美馬健二                                   | 大西穣                     | 9月6日         |
| 24   | いま行きます！ お手当てを風に乗せて                    | 広田光毅          | 深澤敏則            | ひろしまひでき | 赤田信人                                   | 田中美紀                   | 9月13日        |
| 25   | 勇気を出して！ とらわれのペギタン                      | 金月龍之介        | 村上貴之            | 村上貴之       | 角田茉央 杉山さよ 藤崎真吾                 | 李凡善                     | 9月20日        |
| 26   | びっくり！ アスミのラテ日記                            | 金子香緒里        | 髙戸谷一歩          | 髙戸谷一歩     | フランシス・カネダ ジョーイ・カランギアン  | 齋藤優                     | 9月27日        |
| 27   | 気球よ飛んで！ アスミとラテの熱い想い                  | 伊藤睦美          | 三上雅人            | 三上雅人       | 松浦仁美                                   | 濱野英次                   | 10月4日        |
| 28   | 苦しみの再来!? ダルイゼン、あなたは                    | 香村純子          | 門由利子            | 門由利子       | 稲上晃                                     | 田中美紀                   | 10月11日       |
| 29   | のどかのストレス？ 気分転換をさがせ♪                   | 平林佐和子        | 志水淳児            | 志水淳児       | 青山充                                     | 李凡善                     | 10月18日       |
| 30   | キャラがバラバラ？ 動物園の休日                        | 伊藤睦美          | 志田直俊            | 関暁子         | 森亜弥子 小川一郎                          | 齋藤優                     | 10月25日       |
| 31   | ビョーゲンズの進化！ お手当てはヒーリングっど♥アロー！ | 香村純子          | 志田直俊            | 岩井隆央       | 上野ケン                                   | 濱野英次 西田渚 いいだりえ | 11月8日        |
| 32   | おねえちゃんみたいに！ ぼくのおかみ修行                | 伊藤睦美          | 角銅博之            | 角銅博之       | 赤田信人 フランシス・カネダ アリス・ナリオ | 田中美紀                   | 11月15日       |
| 33   | 思い出の再会！ 過去のわたしの贈りもの                  | 香村純子          | 深澤敏則            | 深澤敏則       | 美馬健二 沼田広 ジョーイ・カランギアン     | 李凡善                     | 11月22日       |
| 34   | わたしがライバル!? ちゆの求めたツバサ                  | 広田光毅          | 村上貴之            | 村上貴之       | 角田茉央 藤崎真吾                          | 齋藤優                     | 11月29日       |
| 35   | 手と手でトス！ ボールつないで青春お手当て！            | 平林佐和子        | 小村敏明            | 飛田剛         | 藤原未来夫                                 | 倉橋隆                     | 12月6日        |
| 36   | ナターシャのゆううつ お勉強大作戦！                    | 金月龍之介        | 髙戸谷一歩          | 髙戸谷一歩     | 青山充                                     | 田中美紀                   | 12月13日       |
| 37   | 季節をエンジョイ♥ ラテ様おもてなしツアー！             | 金子香緒里        | 小村敏明            | 岩井隆央       | フランシス・カネダ アリス・ナリオ          | 李凡善                     | 12月20日       |
| 38   | 女将？ハイジャン？ 揺れるちゆの心！                    | 伊藤睦美          | 角銅博之            | 角銅博之       | 松浦仁美                                   | 齋藤優                     | 12月27日       |
| 39   | ついに決戦!?とびこめ！ ビョーゲンキングダム！          | 金月龍之介        | 志水淳児            | 志水淳児       | 藤原未来夫                                 | 西田渚 いいだりえ 濱野英次 | 2021年 1月10日 |
| 40   | ひなたの後悔… 誕生！キンググアイワル                   | 平林佐和子        | 小村敏明 髙戸谷一歩 | 関暁子         | 森亜弥子 高野ゆかり 村田憲泰 吉森直子      | 田中美紀                   | 1月17日        |
| 41   | すこやか市の危機!! 忍びよるキングの影                  | 香村純子          | 志田直俊            | 岩井隆央       | 沼田広 フランシス・カネダ アリス・ナリオ   | 李凡善                     | 1月24日        |
| 42   | のどかの選択！ 守らなきゃいけないもの                  | 香村純子          | 門由利子            | 門由利子       | 赤田信人                                   | 齋藤優                     | 1月31日        |
| 43   | キングの進化…！ 蝕まれたすこやか市                     | 香村純子          | 角銅博之            | 角銅博之       | 稲上晃 フランシス・カネダ アリス・ナリオ   | 田中美紀                   | 2月7日         |
| 44   | みんなでお手当て!! すこやかな未来のために              | 香村純子          | 深澤敏則            | 深澤敏則       | 山岡直子 爲我井克美                        | 西田渚 いいだりえ          | 2月14日        |
| 45   | おいでませ♥ ヒーリングガーデン！                       | 香村純子          | 池田洋子            | 池田洋子       | 青山充                                     | 李凡善 西田渚              | 2月21日        |

## 放送局・配信元

### 日本国内での放送
字幕放送・連動データ放送はテレビ朝日系列フルネット局のみ実施。
| 放送地域       | 放送局                                                                | 放送期間                     | 放送日時           | 系列           | 備考                          |
| -------------- | --------------------------------------------------------------------- | ---------------------------- | ------------------ | -------------- | ----------------------------- |
| 日本国内       | 朝日放送テレビ（制作局）をはじめとする テレビ朝日系列フルネット全24局 | 2020年2月2日 - 2021年2月21日 | 日曜 8:30 - 9:00   | テレビ朝日系列 | 同時ネット                    |
| 鳥取県・島根県 | 山陰放送（BSS）                                                       | 2020年2月8日 - 2021年2月27日 | 土曜 11:15 - 11:45 | TBS系列        | 遅れネット スポンサードネット |

### 日本国内での配信
| 配信期間                     | 配信時間       | 配信サイト                                 | 備考                                          |
| ---------------------------- | -------------- | ------------------------------------------ | --------------------------------------------- |
| 2020年2月2日 - 2021年2月21日 | 日曜 9:00 更新 | TVer                                       | 最新話限定で無料配信                          |
| 2020年2月2日 - 3月31日       | 日曜 更新      | YouTube（プリキュア公式YouTubeチャンネル） | 第1話と第2話のみの期間限定配信                |
| 2020年4月29日 - 6月21日      | （一斉配信）   | YouTube（プリキュア公式YouTubeチャンネル） | 第1話・第3話・第4話・第11話のみの期間限定配信 |
| 2020年8月16日 - 8月31日      |                | YouTube（プリキュア公式YouTubeチャンネル） | 第20話のみの期間限定配信                      |
| 2020年9月27日 - 10月30日     |                | YouTube（プリキュア公式YouTubeチャンネル） | 第26話のみの期間限定配信                      |

### 日本国外での放送
時間帯は全て現地時間。

#### 台湾
『元氣魔法♥光之美少女』のタイトルで放送。普通話放送、繁体字字幕あり。
| 放送局     | 放送期間                      | 放送日時           |
| ---------- | ----------------------------- | ------------------ |
| 東森幼幼台 | 2020年7月25日 - 2021年6月12日 | 土曜日 8:00 - 8:30 |

#### 香港
『元氣魔法 光之美少女』タイトルで放送。広東語 & 日本語二か国語放送。
| 放送局 | 放送期間                      | 放送日時                     |
| ------ | ----------------------------- | ---------------------------- |
| ViuTV  | 2021年11月17日 - 2022年3月1日 | 月曜日～水曜日 16:30 - 17:00 |

### 日本国外での配信
Crunchyrollが2020年夏より、南北アメリカ・オーストラリア・ニュージーランド・南アフリカにおいて、動画配信を実施している。

## 関連番組
『どようびも！ヒーリングアニマルTV』
プリキュア公式YouTubeチャンネルで配信のパペット人形劇動画。土曜9時配信開始。出演はラビリン、ペギタン、ニャトラン。人形操演は劇団すこやか市。
| 回  | サブタイトル                                | 配信日        |
| --- | ------------------------------------------- | ------------- |
| #1  | やさいでしりとり！                          | 2020年 5月2日 |
| #2  | トースターでちょうせん！                    | 5月9日        |
| #3  | コレなんだ？                                | 5月16日       |
| #4  | はなことばいろいろ！                        | 5月23日       |
| #5  | コレなんだ？                                | 5月30日       |
| #6  | ペギタンクッキング♥〜レンジで！オムライス〜 | 6月6日        |
| #7  | コレなんだ？                                | 6月13日       |
| #8  | おりがみであそぼう！〜いろいろなもよう〜    | 6月20日       |
| #9  | えのぐであそぼう！〜いろんないろ〜          | 6月27日       |
| #10 | きせついろいろ！〜たなばた〜                | 7月4日        |
| #11 | おそうじ！〜いろんなマーク〜                | 7月11日       |
| #12 | コレなんだ？                                | 7月18日       |
| #13 | じっけん！〜あまいトマトをさがせ〜          | 7月25日       |
| #14 | おせんたく！〜シミをとろう〜                | 8月1日        |
| #15 | サプライズバースデー！                      | 8月8日        |
| #16 | みんなのバースデー！                        | 8月22日       |
| #17 | コレなんだ？                                | 8月29日       |
| #18 | じっけん！〜みずにうかぶメッセージ〜        | 9月5日        |
| #19 | いきものでしりとり！                        | 9月12日       |
| #20 | きせついろいろ！〜おつきみ〜                | 9月19日       |
| #21 | コレなんだ？ハンゴウ                        | 10月3日       |
| #22 | やさいでスタンプ！                          | 10月10日      |
| #23 | たまごのカラをむく！                        | 10月17日      |
| #24 | じっけん！〜おへやでほしぞら！〜            | 10月24日      |
| #25 | きせついろいろ！〜ハロウィン〜              | 10月31日      |
| #26 | きせついろいろ！〜しちごさん〜              | 11月7日       |
| #27 | バナナを長持ちさせたい！                    | 11月14日      |
| #28 | この虫のこえ、なんだ？                      | 11月21日      |
| #29 | うみのしりとり！                            | 11月28日      |
| #30 | おそうじ！〜ハンガーで…〜                   | 12月5日       |
| #31 | ペギタンクッキング♥ 〜あさりの すな抜き〜   | 12月12日      |
| #32 | ペギタンクッキング♥ 〜シュトーレン〜        | 12月19日      |
| #33 | ふゆのしりとり！                            | 12月26日      |
| #34 | 初夢なーんだ？                              | 2021年 1月9日 |
| #35 | ペギタンクッキング♥ 〜おもち〜              | 1月16日       |
| #36 | からだをあたためる！                        | 1月23日       |
| #37 | きせついろいろ！～せつぶん～                | 1月30日       |
| #38 | じっけん！～キラキラをつくる？～            | 2月6日        |
| #39 | きせついろいろ！～バレンタインデー～        | 2月13日       |
| #40 | みてくれて”キュン”！またあおうね❤           | 2月20日       |

『なつやすみだ！ヒーリングアニマルTV 生配信SP』
『どようびも！ヒーリングアニマルTV』の特番として、テレビシリーズ第20話放送直後の2020年8月16日9時より、プリキュア公式YouTubeチャンネルにて生配信を実施。当日はヒーリングアニマルが生で番組の司会進行をし、新たなプリキュアであるキュアアースの紹介や挨拶、視聴者がチャットで参加するコーナーも行われた。
『『ヒーリングっど♥プリキュア』スペシャルトーク＆ミニライブ生配信〜おウチでうたって♪おどっちゃおう！〜』
2020年9月19日17時30分から18時45分にOPENREC.tvにて配信された生配信番組。プリキュア役の声優4人によるトークコーナーと主題歌歌手3人によるミニライブで構成。
配信内容のうち、キャラクターソング「Ready Steady→プリキュア!!」のミュージックビデオが本作品のBD第4巻の映像特典として収録されている。
『もうすぐふゆやすみだ！ヒーリングアニマルTV 生配信SP〜ちょっと早いけどクリスマスパーティー〜』
『どようびも！ヒーリングアニマルTV』の生配信特番第2弾。2020年12月13日16時より、プリキュア公式YouTubeチャンネルにて生配信を実施。ヒーリングアニマルによる漫才や視聴者がチャットで参加するコーナー、プレゼント企画などを行う。

## 映画
映画 ヒーリングっど♥プリキュア ゆめのまちでキュン!っとGoGo!大変身!!
2021年3月20日公開。キュアアースは同作品が映画初登場となるほか、『Yes!プリキュア5GoGo!』のプリキュアたちと共演する。同時上映の短編作品『映画 トロピカル〜ジュ！プリキュア プチ とびこめ！コラボ♡ダンスパーティ！』では次シリーズ『トロピカル〜ジュ!プリキュア』の4人のプリキュア及び人魚のローラと共演する。

### クロスオーバー映画
映画 プリキュアミラクルリープ みんなとの不思議な1日
2020年10月31日公開。本作品から3人のプリキュアと4匹のヒーリングアニマルが登場する。また、のどかの両親とひなたの兄ようたも登場。公開時期が変更された関係で、映画本編未登場のキュアアースは冒頭の鑑賞上の注意で特別に登場している。
同作品の公開に合わせ、本作品第6話・第7話および第29話から第33話までのオープニング映像にて、同作品のハイライトシーンが一部使用されている。
わたしだけのお子さまランチ
2022年9月23日公開の『映画 デリシャスパーティ♡プリキュア 夢みる♡お子さまランチ!』の同時上映短編作品。本作品を含む『スター☆トゥインクルプリキュア』から『デリシャスパーティ♡プリキュア』までの歴代4作品共演作品となる。本作品からはプリキュア・ヒーリングアニマル全員が登場、このうちキュアグレースとラビリンのみ声つき。
映画 プリキュアオールスターズF
2023年9月15日公開。プリキュアシリーズ20周年を記念したオールスターズ映画で、本作品を含む歴代プリキュアが総登場し、、本作品からはキュアグレース、キュアアース、ラビリン、ラテが声つきのメインキャラクターとして登場する。

### その他
『魔進戦隊キラメイジャー エピソードZERO』
2020年2月8日公開。特撮テレビドラマ『スーパー戦隊シリーズ』の1作『魔進戦隊キラメイジャー』の劇場版作品。エンディングにキュアグレースがCGキャラクターとして登場する。

## その他の作品
デリシャスパーティ♡プリキュア
2022年に放送された、プリキュアのテレビシリーズ第19作目。本作品のプリキュア4人とヒーリングアニマル4匹が第29話で、変身後の姿でカメオ出演の形で登場（いずれも声なし）。
ひろがるスカイ!プリキュア
2023年に放送された、プリキュアのテレビシリーズ第20作目。第8話のエンディング映像冒頭にキュアグレースが登場。映像中盤に登場するミラーパッドの画面上にもプリキュアへの変身バンクをハイライトで流す形で登場している。

## 漫画版
これまでのシリーズ同様、上北ふたごにより『なかよし』（講談社）の2020年3月号から2021年2月号まで連載された。2020年4月号掲載の第2話では『映画 プリキュアミラクルリープ』の当初の映画公開時期に合わせ、『HUGっと!プリキュア』『スター☆トゥインクルプリキュア』の登場人物が客演、また11月号は同映画の延期後の公開時期に合わせたタイアップ回となっている。

### 書誌情報
いずれも通常版と特装版でカバーイラストやピンナップイラストが異なるほか、特装版には特典としてクリアしおりが付属する。
1. 『ヒーリングっど♥プリキュア1 プリキュアコレクション』 2020年9月11日発売
  - 『なかよし』2020年3月号 - 9月号掲載分及び描き下ろし作品を収録
    - 通常版 ISBN 978-4-06-520829-8
    - 特装版 ISBN 978-4-06-520803-8
2. 『ヒーリングっど♥プリキュア2 プリキュアコレクション』 2021年3月31日発売
  - 『なかよし』2020年10月号 - 2021年2月号掲載分及び描き下ろし作品を収録
    - 通常版 ISBN 978-4-06-521822-8
    - 特装版 ISBN 978-4-06-521823-5

## キャラクターショー
遊園地等で観覧できるキャラクターショーは、第1期では初期メンバー3人とヒーリングアニマル、敵幹部としてダルイゼンが登場、第2期では新たにキュアアースが、敵幹部はダルイゼンに変わってシンドイーネが登場、第3期では再びダルイゼンが登場する。メガビョーゲンはどちらも同様の個体が登場するが、第2期ではキュアアースの登場に対抗するためか、ダンスをしながらの攻撃など第1期とは異なるアクションを行う。ただし、第1期に関しては新型コロナウイルスの影響によりショーの開催中止、あるいは遊園地等の会場自体が休業したことに伴い、通常時よりも短期間での公演となった。
劇団飛行船制作の有料ミュージカルショー『ヒーリングっど♥プリキュア ドリームステージ』も、当初7月からの公演開始予定だったのが、キャラクターショー同様新型コロナウイルスの影響に伴いスケジュールが大幅に変更され、8月8日の広島公演が初演となった。ミュージカルパートの脚本は前年の『スター☆トゥインクルプリキュア ドリームステージ』に続いて小林雄次が手がけている。このショーでもキュアアースも登場するため、広島公演ではテレビシリーズでの初登場回である8月9日放送分よりも先に、変身前後とも初披露となった。ビョーゲンズ側はダルイゼンとシンドイーネ2人とも登場するほか、これまでのミュージカル同様本編ではキュアエールとキュアスターが客演、ライブパートは『HUGっと！プリキュア』『スター☆トゥインクルプリキュア』のプリキュア全員が客演した。
また、後述の感謝祭イベントでは、テレビシリーズの最終回から1ヶ月後という設定の元、朗読劇から続く内容となっており、こちらでもダルイゼンとシンドイーネ2人とも登場、演出面も配信イベントという特性を活かしたものとなっている。

## イベント
手と手でキュン！ヒーリングっど♥プリキュア おひろめショー
第1話放送の前日に当たる2020年2月1日に、東京都豊島区の池袋サンシャインシティにて開催。イベントの模様は公式YouTubeチャンネルでライブ配信された。
本作品のプリキュア3人（キュアグレース、キュアフォンテーヌ、キュアスパークル）と、シリーズ前作「スター☆トゥインクルプリキュア」よりキュアスターとキュアミルキーが登場。また、ゲストとして前作のED曲を担当した吉武千颯が登場し、前作主題歌の「キラリ☆彡スター☆トゥインクルプリキュア」（北川理恵のカバー）と「教えて...！トゥインクル☆」を披露。その後第1話の冒頭シーンが先行上映された。
スター☆トゥインクルプリキュア感謝祭
大阪府のオリックス劇場（2020年2月15日・16日）、東京都の中野サンプラザ（同年2月22日・23日）にて開催。
本作品のプリキュア3人（キュアグレース、キュアフォンテーヌ、キュアスパークル）がゲストで登場。また北川理恵が主題歌を披露した。
同イベントのうち、2月23日の中野サンプラザ公演を収録した映像ソフト（7月15日発売）には、関連するパートは未収録。北川の主題歌歌唱部分については本作品BD第4巻に映像特典として収録。
ヒーリングっど♥プリキュア ハートフルふるフェスティバル♪
本作品に関する様々なアトラクションを体験出来るイベント。香川県丸亀市のニューレオマワールドは、新型コロナウイルスの感染拡大の影響を受け、開催期間を2020年3月19日 - 7月26日としていたが、2020年7月4日 - 8月30日に「パロットシアター」にて開催した。同年10月10日から2021年1月11日には愛知県蒲郡市のラグーナテンボスでも開催。
横浜文化プログラム2020 ヒーリングっど♥プリキュアステージ
2020年11月3日に横浜市西区の日本丸メモリアルパークで開催されたステージイベント。主題歌歌手3人とプリキュアが出演する。当日は横浜市役所アトリウムでのライブビューイングとYouTubeでの生配信も行われた。
ヒーリングっど♥プリキュア 感謝祭 オンライン
2021年2月21日に『PIA LIVE STREAM』にてオンライン開催された感謝祭イベント。出演声優によるトークコーナーや朗読劇、オリジナル脚本によるキャラクターショー、主題歌歌手によるライブコーナーなどで構成。
上記各イベントの他にも、新型コロナウイルスの感染拡大とそれに伴う来場者・出演者・スタッフ等の健康や安全を考慮し中止となったものの、以下の各イベントの開催が予定されていた。
- 「ヒーリングっど♥プリキュア キュン！とハートフェスタ」（2020年4月 - 7月、大阪南港・アジア太平洋トレードセンター〈大阪南港ATC〉[99]）
- 「ヒーリングっど♥プリキュア ハートフルふるフェスティバル♪」（2020年7月 - 8月、池袋サンシャインシティ[100]。）
- 「ヒーリングっど♥プリキュアLIVE2020 キュアTouch!ヒーリングっど♥MUSIC!」（2020年9月、Zepp Tokyo[101]）

## 関連商品
音楽CD・映像ソフトの発売元はいずれもマーベラス。

### 音楽CD
いずれも販売元はソニー・ミュージックソリューションズ。
シングル
1. 「ヒーリングっど♥プリキュア Touch!!/ミラクルっと♥Link Ring!」（2020年3月25日発売）
  - CD+DVD盤：MJSS-09252 - 53
  - 通常盤：MJSS-09254
  - オープニングテーマと前期エンディングテーマを収録。CD+DVD盤のDVDには前期のオープニングおよびエンディングのノンテロップムービーが収録されている。初回限定封入特典は2種共にジャケットイラスト・ステッカー。

2. 「ヒーリングっど♥プリキュア キャラクターシングル 〜響き合う4つの声〜」（2020年7月22日発売、MJSS-09255）
  - プリキュア役・妖精役の声優によるキャラクターソングの新曲やOPテーマのカバーバージョンなど全3曲を収録したシングル。初回封入特典はジャケットサイズ・ステッカー。

3. 「エビバディ☆ヒーリングッデイ！」（2020年9月9日発売）
  - CD+DVD盤：MJSS-09256 - 57
  - 通常盤：MJSS-09258
  - 後期エンディングテーマと主題歌歌手3人によるイメージソングを収録。CD+DVD盤のDVDには後期のオープニングおよびエンディングのノンテロップムービー、エンディングダンスレッスンムービーが収録されている。初回限定封入特典は2種共にジャケットイラスト・ステッカー。

サウンドトラック
1. 『ヒーリングっど♥プリキュア オリジナル・サウンドトラック1 プリキュア・サウンド・ガーデン!!』（2020年5月27日発売、MJSA-01284）
  - BGMと主題歌のテレビサイズ・バージョンなど全40曲を収録したサントラ盤。初回封入特典はジャケットサイズ・ステッカー。

2. 『ヒーリングっど♥プリキュア オリジナル・サウンドトラック2 プリキュア・サウンド・オアシス!!』（2020年12月23日発売、MJSA-01302）
  - BGMと主題歌のテレビサイズ・バージョンなど全40曲を収録したサントラ盤。初回封入特典はジャケットサイズ・ステッカー。

ボーカルアルバム
1. 『ヒーリングっど♥プリキュア ボーカルアルバム 〜Voice of life〜』（2020年7月8日発売、MJSA-01285）
  - プリキュア役・妖精役の声優によるキャラクターソングと主題歌歌手によるイメージソングなど全8曲を収録したボーカルアルバム。初回封入特典はジャケットサイズ・ステッカー。

2. 『ヒーリングっど♥プリキュア ボーカルベストアルバム』（2021年2月17日発売、MJSA-01310）
  - これまでに発表された主題歌・キャラクターソング・イメージソングと北川理恵による新曲など11曲に加え、キャラクターソングのカラオケバージョンを収録したベスト・アルバム。初回封入特典はジャケットサイズ・ステッカー。

### DVD / Blu-ray Disc
いずれも販売元はポニーキャニオン。
DVD（各巻3話収録）は2020年7月22日より、Blu-ray Disc（各巻2枚組・第1 - 2巻は各12話、第3巻は11話、第4巻は10話収録）は9月16日よりそれぞれ発売が開始された。
| 巻数 | 収録話数    | ジャケットイラスト                                                                                   | 映像特典                                                                           | 発売日         |
| ---- | ----------- | --- | ---------------------------------------------------------------------------------- | -------------- |
| 1    | 1話 - 3話   | キュアグレース キュアフォンテーヌ キュアスパークル ラビリン・ペギタン・ニャトラン・ラテ              | 『ヒーリングっど♥プリキュア』大大大紹介！！ 前期エンディングダンスレッスンムービー | 2020年7月22日  |
| 2    | 4話 - 6話   | キュアグレース キュアフォンテーヌ キュアスパークル ラビリン・ペギタン・ニャトラン・ラテ              | 前期ノンテロップOP/ED 前期エンディングダンスレッスンムービー                       | 2020年7月22日  |
| 3    | 7話 - 9話   | キュアグレース キュアフォンテーヌ キュアスパークル ラビリン・ペギタン・ニャトラン・ラテ              | CM集 前期エンディングダンスレッスンムービー                                        | 2020年8月19日  |
| 4    | 10話 - 12話 | のどか・ちゆ・ひなた ラビリン・ペギタン・ニャトラン・ラテ                                            | 前期エンディングダンスレッスンムービー                                             | 2020年9月16日  |
| 5    | 13話 - 15話 | のどか・ちゆ・ひなた ラビリン・ペギタン・ニャトラン・ラテ                                            | CM集 前期エンディングダンスレッスンムービー                                        | 2020年10月21日 |
| 6    | 16話 - 18話 | のどか・ちゆ・ひなた ラビリン・ペギタン・ニャトラン・ラテ                                            | 後期エンディングダンスレッスンムービー                                             | 2020年11月18日 |
| 7    | 19話 - 21話 | キュアグレース キュアフォンテーヌ キュアスパークル ラビリン・ペギタン・ニャトラン・ラテ              | 後期ノンテロップOP/ED 後期エンディングダンスレッスンムービー                       | 2020年12月16日 |
| 8    | 22話 - 24話 | キュアグレース キュアフォンテーヌ キュアスパークル ラビリン・ペギタン・ニャトラン・ラテ              | 後期エンディングダンスレッスンムービー                                             | 2021年1月20日  |
| 9    | 25話 - 27話 | キュアグレース キュアフォンテーヌ キュアスパークル ラビリン・ペギタン・ニャトラン・ラテ              | 後期エンディングダンスレッスンムービー                                             | 2021年2月17日  |
| 10   | 28話 - 30話 | のどか・ちゆ ひなた・アスミ ラビリン・ペギタン・ニャトラン・ラテ                                     | 後期エンディングダンスレッスンムービー                                             | 2021年2月17日  |
| 11   | 31話 - 33話 | のどか・ちゆ ひなた・アスミ ラビリン・ペギタン・ニャトラン・ラテ                                     | 後期エンディングダンスレッスンムービー                                             | 2021年3月17日  |
| 12   | 34話 - 36話 | のどか・ちゆ ひなた・アスミ ラビリン・ペギタン・ニャトラン・ラテ                                     | 後期エンディングダンスレッスンムービー                                             | 2021年3月17日  |
| 13   | 37話 - 39話 | キュアグレース キュアフォンテーヌ キュアスパークル キュアアース ラビリン・ペギタン・ニャトラン・ラテ | 後期エンディングダンスレッスンムービー                                             | 2021年4月21日  |
| 14   | 40話 - 42話 | キュアグレース キュアフォンテーヌ キュアスパークル キュアアース ラビリン・ペギタン・ニャトラン・ラテ | 後期エンディングダンスレッスンムービー                                             | 2021年4月21日  |
| 15   | 43話 - 45話 | キュアグレース キュアフォンテーヌ キュアスパークル キュアアース ラビリン・ペギタン・ニャトラン・ラテ | 後期エンディングダンスレッスンムービー                                             | 2021年5月26日  |

| 巻数 | 収録話数    | ジャケットイラスト | 映像特典 | 発売日        |
| ---- | ----------- | --- | --- | ------------- |
| 1    | 1話 - 12話  | キュアグレース キュアフォンテーヌ キュアスパークル ラビリン・ペギタン・ニャトラン・ラテ                                                   | 前期エンディングダンスレッスンムービー 前期ノンテロップOP&ED 変身＆技シーン集 設定資料ギャラリー CM集                                                                         | 2020年9月16日 |
| 2    | 13話 - 24話 | キュアグレース キュアフォンテーヌ キュアスパークル キュアアース ラビリン・ペギタン・ニャトラン                                            | 後期エンディングダンスレッスン 後期ノンテロップOP&ED 変身＆技シーン集 設定資料ギャラリー CM集                                                                                 | 2021年1月20日 |
| 3    | 25話 - 35話 | のどか・ちゆ ひなた・アスミ ラビリン・ペギタン・ニャトラン・ラテ                                                                          | 変身＆技シーン集 設定資料ギャラリー 「どようびも！ヒーリングアニマルTV」#1〜#15                                                                                               | 2021年3月24日 |
| 4    | 36話 - 45話 | キュアグレース キュアフォンテーヌ キュアスパークル キュアアース （スペシャルヒーリングっどスタイル） ラビリン・ペギタン・ニャトラン・ラテ | 設定資料ギャラリー 「どようびも！ヒーリングアニマルTV」#16〜#40 「Ready Steady→プリキュア!!」ミュージックビデオ OPテーマ「ヒーリングっど♥プリキュア Touch!!」北川理恵歌唱映像 | 2021年5月26日 |

#### ライブ・ビデオ等
ヒーリングっど♥プリキュア 感謝祭（2021年8月18日発売、Blu-rayバンドル特典版：PCXX.50177 / Blu-ray：PCXX.50178 / DVD：PCBX.51851）
2021年2月にオンライン開催された感謝祭イベントの全編、特典映像として本番当日とリハーサルの模様に密着したメイキング映像をそれぞれ収録。封入特典としてSTAGE PHOTOBOOK、さらにBlu-rayバンドル特典版には『オリジナルアクリルキーホルダー4キャラクターセット』が付属したセットとなっている。
ヒーリングっど♥プリキュア ドリームステージ♪（2021年9月15日発売、PCBX-51855）
上述のミュージカルショーの模様を収録。特典映像として公演MCによるエンディング主題歌のダンスレッスン映像2曲（「ミラクルっと♥Link Ring！」「エビバディ☆ヒーリングッデイ！」）を収録。封入特典として歌詞カード入りブックレットが付属。

### 関連書籍
『アニメージュ』2021年1月号増刊 『ヒーリングっど♥プリキュア』特別増刊号（徳間書店、2020年11月19日発売）
映画『プリキュアミラクルリープ』公開に合わせて発行されるアニメージュの増刊号で、これまで同誌に掲載された記事の再録や最新情報、スタッフインタビューや声優の座談会・インタビューなど、テレビシリーズと映画の情報を掲載。
『ヒーリングっど♥プリキュア オフィシャルコンプリートブック』（アニメディア編集部・編、イード・発行、学研プラス・発売、2021年4月30日発売）ISBN 978-4-05-611615-1
主要キャラクターの紹介や設定資料、全ストーリーの解説、声優・スタッフなどのインタビュー、劇場版情報などで構成。
『ヒーリングっど♥プリキュア設定資料集』（東映アニメーション、2021年10月発売）
本作品の設定資料集。A4横版全400ページ、巻末には美術設定・アートボードのカラーページを掲載、表紙銀箔押し仕様、金箔押し入り透明スリーブケース付属。
『山岡直子 東映アニメーションプリキュアワークス』（一迅社、2025年7月25日発売）ISBN 978-4-75-808751-3
本作品を中心とした宮本によるイラストギャラリーの書籍。各種アニメ雑誌やDVDジャケットなどに使われた版権イラスト、キャラクター設定、本作品をはじめとする各作品での原画などを収録。

### スマートフォンアプリ
プリキュア つながるぱずるん
2017年3月16日から2020年6月2日まで、バンダイナムコエンターテインメント（BNEI）より配信されていたスマートフォン向けゲームアプリ。2020年3月5日より初期メンバー3人が実装された。
『ヒーリングっど♥プリキュア』&『スター☆トゥインクルプリキュア』オリジナルLINEスタンプ
本作品と前作『スター☆トゥインクルプリキュア』のキャラクターを用いた、無料通話アプリLINEのクリエイターズスタンプ。このスタンプのために新たに描き下ろされたイラスト全40種類を用いている。LINE STOREで販売されている。2020年8月23日より発売。

### その他
Tカード（ヒーリングっど♥プリキュアデザイン）
カルチュア・エンタテインメントより、本作品の放送と単独映画の劇場公開を記念して、2020年2月7日より日本全国のTSUTAYA・蔦屋書店にて発行が開始された。絵柄となっているグレース・フォンテーヌ・スパークルのイラストは新規に描き下ろされたもので、また同カードの発行にあわせてトートバッグなどのオリジナルグッズの販売も実施された。

## トピックス
- 2020年7月19日放送分（第16話）では、過去に本作品と同時間帯にて放送された『おジャ魔女どれみ』シリーズ（1999年 - 2003年）より、同作品に登場する魔女見習いがカメオ出演[注 43]している[117][118][注 44]。
- ラビリン役の加隈亜衣は、後に2023年放送の『ひろがるスカイ!プリキュア』にて、同作品に登場するプリキュアの虹ヶ丘ましろ（キュアプリズム）役として再度のレギュラー出演を果たしている[119]。